# Història del cristianisme

Branques del cristianisme

La història del cristianisme es refereix a la religió cristiana, els seus seguidors i l'Església amb les seves diverses denominacions, des del segle i fins al present. El cristianisme va ser fundat al segle primer a la regió del Llevant de l'Orient Mitjà per Jesús de Natzaret, considerat pels creients tal com està profetitzat en l'Antic Testament (Miquees 5:2-5) per ser el Crist o l'elegit de Déu. Els pares del cristianisme també foren els que havien estat deixebles de Jesús, com Pere, Mateu, Jaume i Joan, així com altres que mai no el van conèixer, però van ser influïts pels relats del seu ensenyament, com els evangelistes Marc i Lluc, o aquells qui descriuen que van tenir revelacions espirituals de la seva naturalesa divina, com ara Pau de Tars, el qual va encoratjar activament la fundació de comunitats cristianes o «esglésies».
La propagació del cristianisme va tenir lloc inicialment des de Jerusalem a través de l'Orient Pròxim, en llocs com ara Síria, Assíria, Mesopotàmia, Fenícia, Àsia Menor, Jordània i Egipte. Al segle iv va ser adoptat successivament com a religió de l'Estat per Armènia l'any 301, Geòrgia en 319, l'Imperi Aksumita en 325, i després l'Imperi Romà el 380. Es va fer comú a tot Europa a l'edat mitjana i es va expandir per tot el món durant l'Era de l'exploració europea, des del Renaixement en endavant per esdevenir la religió més gran del món. Al llarg de la seva història, el cristianisme ha resistit persecucións, cismes i disputes teològiques que han donat lloc a moltes esglésies diferents. Les principals branques del cristianisme són l'Església Catòlica Romana, Església Ortodoxa Oriental, Església anglicana i l'Església protestant.

## Primer cristianisme (c.33-325)
Durant els seus primers anys, el cristianisme va passar de ser un cristianisme jueu a una religió estesa en tot el món grecoromà i més enllà.
El cristianisme primitiu es pot dividir en dues fases diferents: el període apostòlic, quan els primers apòstols estaven vius i lideraven l'Església, i el període post-apostòlic quan es va desenvolupar una incipient estructura episcopal, i la persecució va ser periòdicament més intensa. La persecució dels cristians a l'Imperi Romà va acabar l'any 313 sota el regnat de Constantí I el Gran, qui l'any 325 va convocar el Primer Concili de Nicea, l'inici del període dels primers set concilis ecumènics.

### Església Apostòlica
L'Església apostòlica va ser la comunitat liderada pels apòstols, i fins a cert punt, pels "Germans de Jesús" En la seva "Gran Comissió", Jesús ressuscitat va ordenar que els seus ensenyaments s'estenguessin a tot el món. Si bé la fiabilitat històrica dels Fets dels Apòstols és posada en qüestió pels seus crítics, el que és clar és que aquests Fets dels Apòstols són la major font primària d'informació per aquest període. Els Fets donen una història de l'Església a partir d'aquesta comissió a Ac 1:3-11 per a la propagació de la religió entre els gentils i als orientals de la Conca del Mediterrani per Pau i altres.
Els primers cristians eren essencialment tots ètnicament jueus o prosèlits jueus. En altres paraules, Jesús va predicar al poble jueu i va cridar els primers deixebles. No obstant això, la Gran Comissió està específicament dirigida a "totes les nacions", i aviat va sorgir una dificultat pel que fa a l'assumpte dels gentils (no jueus) conversos de si havien de "ser jueus" (en general es refereix a la circumcisió i l'adhesió a la llei dietètica), com a part del fet d'esdevenir cristià. La circumcisió en particular va ser considerada repulsiva per als grecs i hel·lenistes Més encara van fer els jueus complidors de la llei en desafiar l'edicte d'Antíoc IV Epífanes que prohibia la circumcisió (1 Ma  1:48-60); fins i tot les dones jueves ho van pagar amb la seva vida
| « | Així, van fer comparèixer davant el tribunal dues dones que havien circumcidat els seus fills. Després de passejar-les públicament per la ciutat amb els nadons penjats dels pits, les van llançar daltabaix de la muralla. | » |

Mentre els partidaris de la circumcisió eren presentats com a judaïtzants les accions de Pere, en la conversió de Corneli el Centurió, semblaven indicar que les lleis de la circumcisió i el menjar no eren aplicable als gentils, i això va ser acordat al Concili de Jerusalem.
Les doctrines dels apòstols van portar l'església primitiva al conflicte amb algunes autoritats religioses jueves. Aquest fet va conduir a la seva expulsió de les sinagogues, d'acord amb una teoria del Concili de Jamnia. Fets registra el martiri dels líders cristians, Esteve i Jaume el Major Per tant, el cristianisme va adquirir una identitat diferent de judaisme rabínic, però aquesta distinció no va ser reconeguda alhora per l'Imperi Romà. El nom de "Cristià" (Χριστιανός) es va aplicar per primera vegada als deixebles d'Antioquia, tal com es registra a Ac 11:26 Alguns sostenen que el terme "cristià" va ser encunyat per primera vegada com un terme despectiu que vol dir "petits Cristos", i va ser pensat com una burla, un terme de burla per a aquells que seguien els ensenyaments de Jesús.

#### Creences i credos cristians primerencs

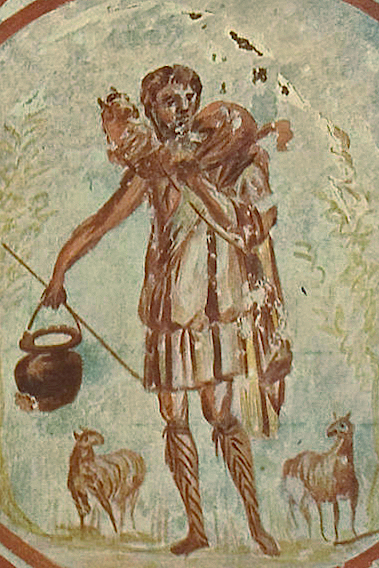
Jesucrist, el Bon Pastor,.

Les fonts de les creences de la comunitat apostòlica inclouen els Evangelis i les epístoles del Nou Testament. Les informacions més primerenques de la creença es contenen en aquests textos, com ara els primers credos i himnes cristians, així com la narració de la Passió de Jesús, la tomba buida, i les aparicions de la resurrecció. Alguns d'aquests escrits daten dels anys 30 o els anys 40 de la CE, i són originaris de l'Església de Jerusalem

### Església Post-apostòlica

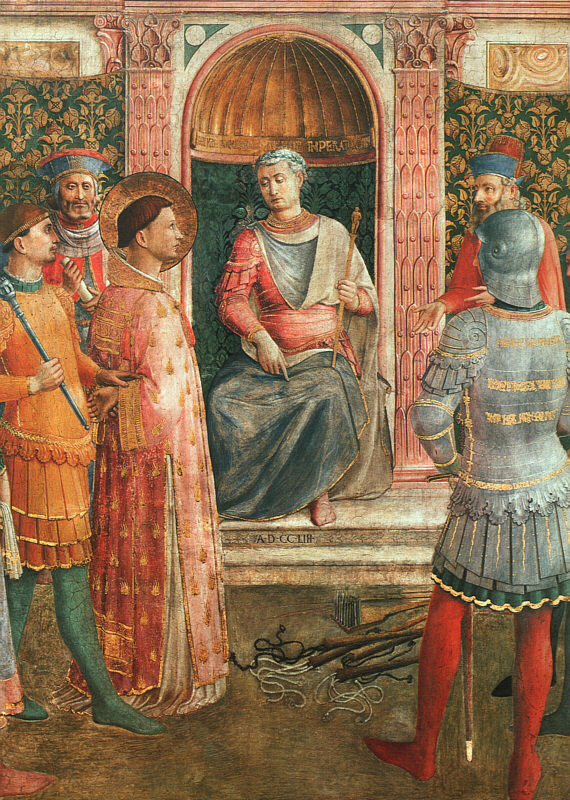
Sant Llorenç davant l'Emperador Valerià per Fra Angelico

El període post-apostòlic es refereix al temps després de la mort dels apòstols (al voltant de 100 dC) fins persecucions que van acabar amb la legalització del culte cristià en temps de Constantí el Gran.

#### Persecucions
Des del principi, els cristians van ser objecte de diverses persecucions. Això va implicar fins i tot la mort per als cristians com Sant Esteve (Ac 7:59) i Sant Jaume el Major (Ac 12:2). Es van produir posteriorment persecucions a més gran escala de la mà de les autoritats de l'Imperi Romà, que van començar l'any 64, quan, segons ens informa l'historiador romà Tàcit, l'emperador Neró els va culpar del Gran incendi de Roma que es va produir aquell any. Segons la tradició de l'Església, fou sota la persecució de Neró que Pere i Pau foren martiritzats a Roma. De la mateixa manera, alguns dels escrits del Nou Testament esmenten les persecucions i la seva intensitat a través d'ells. Durant 250 anys els cristians van sofrir persecucions esporàdiques per la seva negativa a adorar l'emperador romà, un fet constitutiu de traïció i sancionat amb la pena de mort.

#### Per què va tenir èxit el cristianisme?
Malgrat les intenses persecucions que va patir en aquells temps, la religió cristiana se seguí propagant a tota la Conca del Mediterrani. No hi ha acord en una explicació de com el cristianisme va aconseguir estendre's amb èxit abans de l'Edicte de Milà i l'establiment del cristianisme com a religió de l'Estat a l'Imperi Romà. Per a alguns cristians, l'èxit no va ser més que la conseqüència natural de la veritat de la religió i de la mà de la Providència. No obstant això, es poden assenyalar explicacions similars per a la difusió de l'islam i el budisme, però, cap d'elles són explicacions històriques. A The Rise of Christianity, Rodney Stark sosté que el cristianisme va triomfar sobre el paganisme principalment perquè va millorar les vides dels seus seguidors de diverses maneres. Un altre factor, que s'ha assenyalat més recentment, va ser la forma en què el cristianisme combinà la seva promesa d'una general resurrecció dels morts amb la creença tradicional grega que la veritable immortalitat depenia de la supervivència del cos, amb el cristianisme que afegí explicacions pràctiques de com havia de succeir realment la fi del món. Per a Mosheim la ràpida progressió del cristianisme s'explica per dos factors: les traduccions del Nou Testament i les apologies elaborades en defensa del cristianisme. Edward Gibbon, en la seva clàssica The History of the Decline and Fall of the Roman Empire, analitza el tema en detall en el seu famós capítol quinze, que resumeix les causes històriques de l'èxit primerenc del cristianisme de la següent manera: "(1) L'inflexible i, si se'ns permet l'expressió, l'intolerant zel dels cristians, es deriva, certament, de la religió jueva, tot i que purificada de l'esperit estret i antisocial que, en comptes de convidar, havia dissuadit els gentils d'abraçar la llei de Moisès. (2) La doctrina d'una vida futura, millorada en cada circumstància addicional que podria donar pes i eficàcia a aquesta veritat important.(3) Els miraculosos poders atribuïts a l'església primitiva. (4) La moral pura i austera dels cristians. (5) La unió i la disciplina de la república cristiana, que a poc a poc van formar un estat independent i creixent al cor de Roma.

#### Estructura i l'episcopat
A l'Església post-apostòlica, els bisbes va sorgir com a supervisors de les poblacions urbanes cristianes, i a poc a poc una jerarquia de sacerdots va prendre la forma d'episkopos (que vol dir supervisors, i que és l'origen del terme bisbe) i preveres (ancians), i després diaques (funcionaris). Però aquesta estructura sorgí lentament i en moments diferents per diferents llocs. Climent, un bisbe del segle i de Roma, es refereix als líders de l'església de Corint a la seva epístola als corintis com a bisbes i preveres de manera intercanviable. Els escriptors del Nou Testament també usen els termes supervisors i ancians indistintament i com a sinònims.
Entre els bisbes post-apostòlics de certa importància s'hi inclouen Policarp d'Esmirna, Climent de Roma i Ireneu de Lió. Aquests homes haurien conegut i estudiat sota els apòstols personalment i, per tant, són anomenats Pares apostòlics. Cada comunitat cristiana també va tenir preveres, com va ser el cas de les comunitats jueves, que van ser ordenats i també van ajudar el bisbe; en la mesura que el cristianisme s'estenia, sobretot a les zones rurals, els preveres exerceixen més responsabilitats i van prendre forma distintiva com a sacerdots. Finalment, els diaques també realitzaven certes tasques, com atendre els pobres i malalts. Al segle ii, es fa més visible una estructura episcopal, i en aquest segle, aquesta estructura va ser recolzada per l'ensenyament en successió apostòlica, on un bisbe es converteix en el successor espiritual del bisbe anterior d'una línia que es remunta als mateixos apòstols.
La diversitat del cristianisme primitiu es pot constatar des del registre del Nou Testament en si. El Llibre dels Fets admet conflictes entre hebreus i hel·lenistes, entre cristians jueus i els cristians gentils, i parlants d'arameu i grecoparlants. Les cartes de Pau, Pere, Joan i Judes són testimoni dels conflictes interns de l'Església sobre lideratge i teologia. En resposta a l'ensenyament gnòstic, Ireneu de Lió va crear el primer document que descriu el que ara s'anomena la successió apostòlica.

### Els primers escrits cristians
Quan el cristianisme es va estendre, va integrar en el seu si certs membres dels cercles ben educats del món hel·lenístic, alguns dels quals, de vegades, van arribar a ser bisbes, però no sempre. Aquests van produir dos tipus de treballs: teològics i "apologètics"; aquestes últimes són unes obres creades per tal de defensar la fe mitjançant l'ús de raons, i així poder refutar els arguments en contra de la veracitat del cristianisme. Aquests autors són coneguts com el Pares de l'Església, i l'estudi d'ells s'anomena patrística. Entre els notables primers Pares cal esmentar Ignasi d'Antioquia, Policarp d'Esmirna, Justí el Màrtir, Ireneu de Lió, Tertul·lià, Climent d'Alexandria i Orígenes.

### Art primerenc

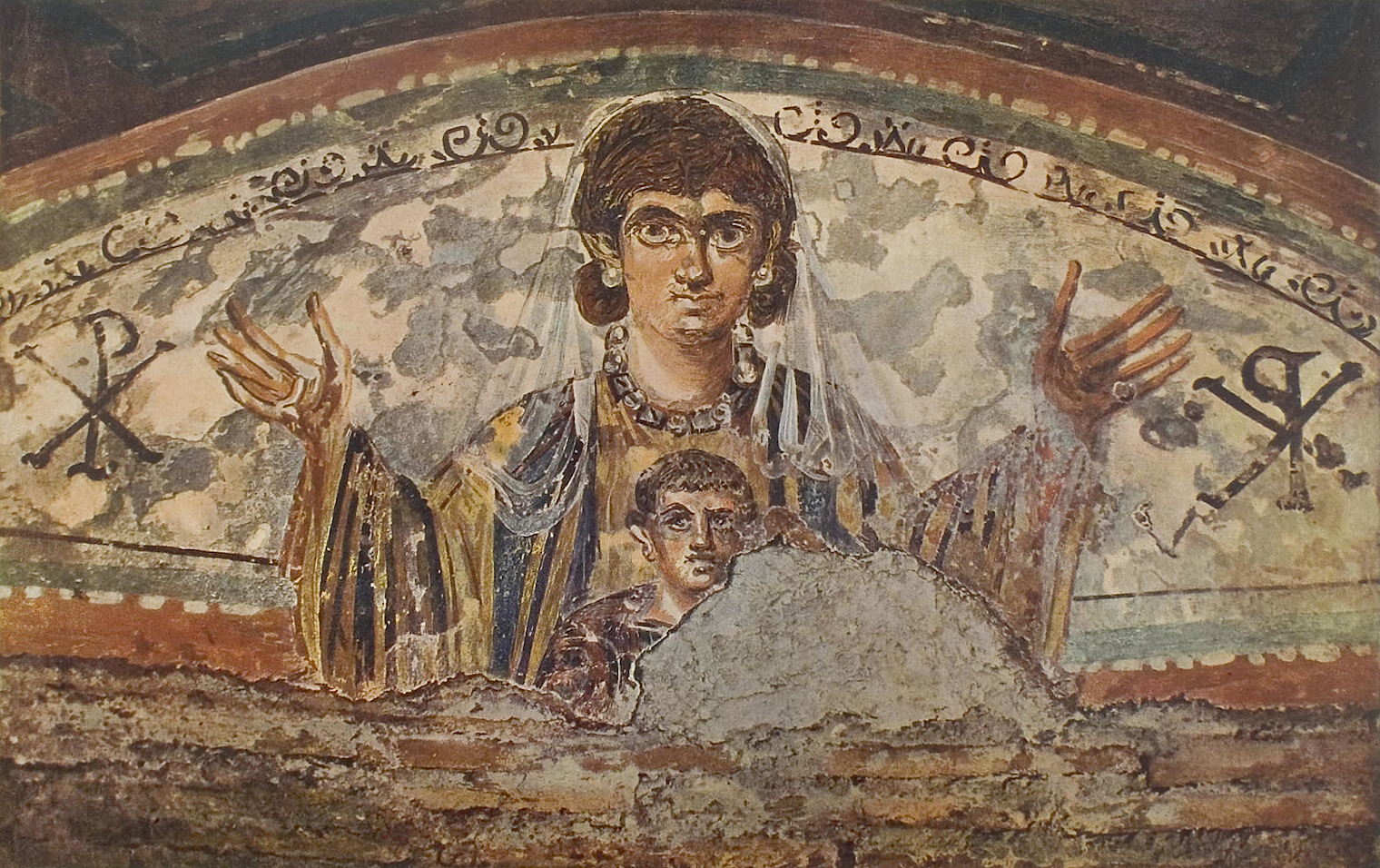
La Verge amb el Nen. Pintura mural de les primeres catacumbes, Roma,

L'art cristià només va sorgir relativament tard, i les primeres imatges cristianes conegudes van sorgir pels volts de l'any 200 tot i que hi ha alguna evidència literària que les petites imatges domèstiques es van usar abans. Les pintures cristianes més antigues que tenim són les de les catacumbes romanes, datades al voltant de l'any 200, i les escultures cristianes més antigues són les dels sarcòfags, que daten de principis del segle iii. Si bé pel que sembla molts jueus hel·lenitzats, com els de la sinagoga Dura-Europos, havien tingut imatges de figures religioses, la prohibició mosaica tradicional dels "ídols" sens dubte va mantenir algun efecte, encara que mai va ser proclamat pels teòlegs. Aquest rebuig inicial de les imatges, i la necessitat d'ocultar la pràctica cristiana de la persecució, ens deixa amb pocs registres arqueològics sobre el cristianisme primitiu i la seva evolució.

#### Primeres heretgies
Al Nou Testament es parla de la importància de mantenir la correcta (ortodoxa) doctrina i refutar les heretgies, que mostra l'antiguitat de la preocupació A causa de la proscripció de la Bíblia contra els falsos profetes, el cristianisme sempre ha estat ocupat amb l'ortodoxa interpretació de la fe. De fet, un dels papers principals dels bisbes en l'Església primitiva va ser determinar i conservar importants creences correctes, i refutar opinions contràries, conegudes com a heretgies. Com que de vegades hi havia diferents opinions entre els bisbes sobre qüestions noves, la definició de l'ortodòxia ocuparia l'Església durant algun temps.
Les primeres polèmiques van ser sovint cristològiques en la naturalesa, és a dir, que estaven relacionades amb la divinitat o la humanitat de Jesús. El docetisme va sostenir que la humanitat de Jesús no era més que una il·lusió, i negava l'encarnació (Deïtat convertida en humà). L'arrianisme sostenia que Jesús, encara que no és merament mortal, no era eternament diví i, per tant, era de menor estatus que el Pare El trinitarisme va sostenir que el Pare, Fill i l'Esperit Sant eren tots estrictament un ésser amb tres hipòstasis o persones. Molts grups mantenien creences dualistes, i afirmaven que la realitat es compon de dues parts radicalment oposades: la matèria, vista com a mal, i l'esperit, vist com a bé. Aquests punts de vista va donar lloc a una teologia de la "encarnació" que van ser declarada heretgia. La majoria dels estudiosos estan d'acord que la Bíblia ensenya que els mons material i espiritual van ser creats per Déu i, per tant, ambdós eren bons.
El desenvolupament de la doctrina, la posició de l'ortodòxia, i la relació entre les diverses opinions és un tema de continu debat acadèmic. Atès que avui dia la majoria dels cristians subscriuen les doctrines establertes pel Credo de Nicea, els moderns teòlegs cristians tendeixen a considerar els primers debats com una posició unificada ortodoxa contra una minoria d'heretges. Altres estudiosos, prenent com a base les diferències entre els cristians jueus, cristians paulins, i altres grups, com els marcionites, argumenten que el cristianisme primitiu estigué sempre fragmentat, amb creences contemporànies en competència.

### Cànon bíblic

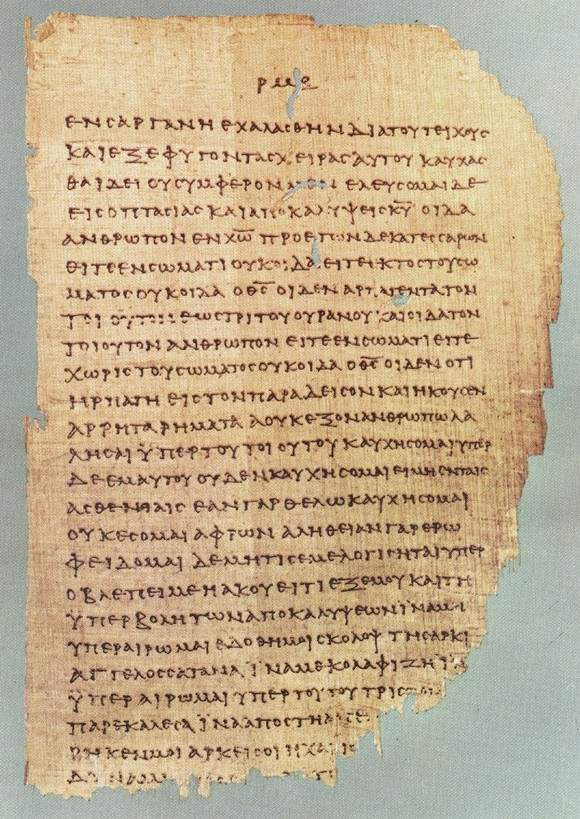
Un full del P46, una col·lecció de principis del de les Epístoles Paulines.

El cànon bíblic és el conjunt de llibres cristians que es consideren com a divinament inspirats i que constitueixen la Bíblia cristiana. Encara que l'església primitiva va usar l'Antic Testament segons el cànon de la Septuaginta (LXX), els apòstols, per contra, no van deixar un conjunt definit de noves escriptures, sinó que desenvoluparen el Nou Testament amb el temps.
Els escrits atribuïts als apòstols circularen entre les primeres comunitats cristianes. Les Epístoles Paulines estaven circulant de forma aplegada a finals del segle primer. Justí el Màrtir, a principis del segle ii, esmenta les "memòries dels apòstols", que els cristians anomenaren "evangelis" i que es consideraven al mateix nivell que l'Antic Testament, i que van ser escrits de mode i manera que "en el relat bíblic Déu és el protagonista, Satanàs (o mala gent/poders del mal) són els antagonistes, i el poble de Déu és l'agonista".
Un cànon de quatre Evangelis (el Tetramorfos) era d'ús habitual en l'època d'Ireneu, vers el 160, el qual s'hi refereix a ell directament. Al segle tercer, Orígenes podia haver estat usant els mateixos 27 llibres com en el Nou Testament modern, tot i que encara hi havia disputes sobre la canonicitat d'Hebreus, Jaume, II de Pere, II i III de Joan, i Apocalipsi Aquestes obres van ser anomenades antilegomena. Per contra, els escrits més importants i la majoria del que avui és el Nou Testament van ser Homologoumena, o universalment coneguts des de fa molt temps, des de mitjan segle segon o abans. Així mateix, el Fragment Muratorià mostra que l'any 200 hi havia un conjunt d'escrits cristians similars al Nou Testament actual.
En la seva carta de Pasqua de 367, Atanasi, bisbe d'Alexandria, va donar la primera llista que es conserva on apareixen exactament els llibres que es convertirien en el cànon del Nou Testament cànon. El concili africà d'Hipona, celebrat l'any 393, va aprovar el Nou Testament, tal com està avui, juntament amb els llibres de la Septuaginta, una decisió que va ser repetida pel Concili de Cartago en 397 i 419. Aquests concilis es trobaven sota l'autoritat de Sant Agustí, que considera el cànon com a ja tancat. De la mateixa manera, Damas I posà en marxa de l'edició de la Vulgata llatina de la Bíblia vers el 383, que va tenir un paper decisiu en la fixació del cànon d'Occident. En el 405, el Papa Innocenci I va enviar una llista dels llibres sagrats a Exuperi de Tolosa, un bisbe gal.
Quan aquests bisbes i concilis van parlar sobre l'assumpte, però, no es va definir una cosa nova, sinó que "es ratificà el que s'havia convertit en la ment de l'Església". Per tant, al segle quart, no existia unanimitat a Occident sobre el cànon del Nou Testament, i al segle v, l'Orient, amb unes poques excepcions, havia arribat a acceptar el Llibre de l'Apocalipsi i, per tant, havia entrat en harmonia en l'assumpte del cànon. No obstant això, la plena articulació dogmàtica del cànon no es va fer fins al 1546 al Concili de Trento pel catolicisme romà, el 1563 (Trenta-nou articles) per l'Església d'Anglaterra, el 1647 (Confessió de Fe de Westminster) per al calvinisme, i el 1672, amb el Sínode de Jerusalem per l'Església Ortodoxa Grega.

## Cristianisme durant l'antiguitat tardana (313-476)

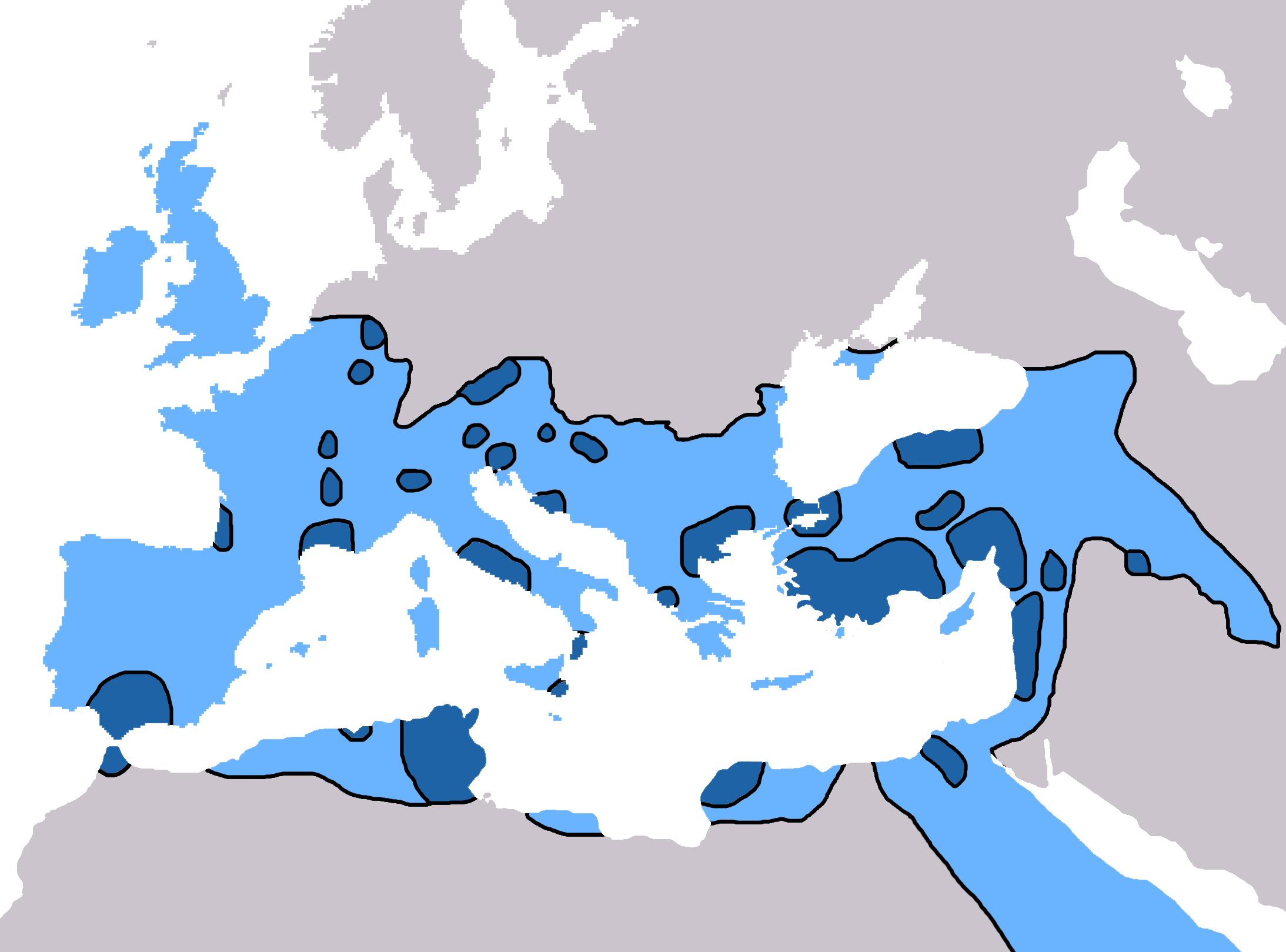
Extensió del cristianisme el 325
Extensió del cristianisme el 600

### Establiment de l'ortodòxia romana

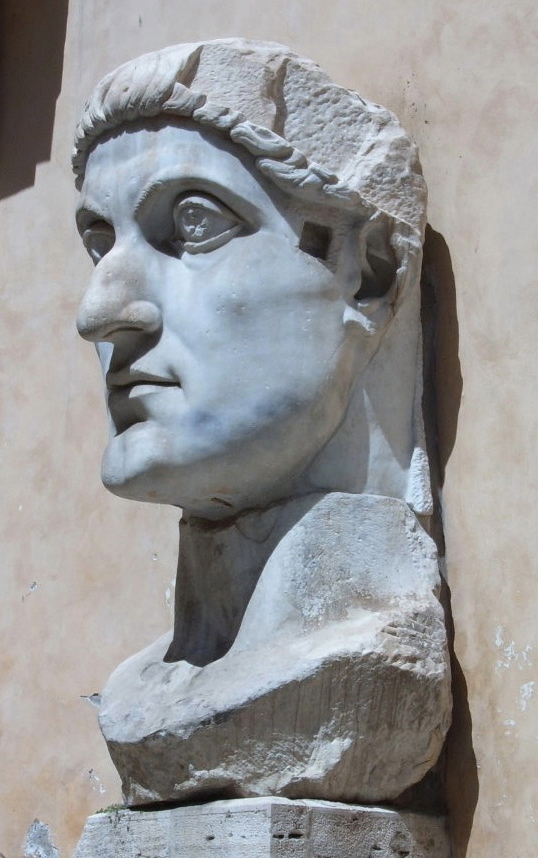
Cap de la colossal estàtua de Constantí al Musei Capitolini

Galeri, que anteriorment havia estat una de les figures més destacades en la persecució, en el 311 va emetre un edicte. que va posar fi a la persecució de Dioclecià del cristianisme Quan s'aturaren les persecucions dels cristians, Galeri va regnar durant uns altres dos anys. Li va succeir llavors un emperador amb destacades inclinacions pro cristianes, Constantí I el Gran.
L'emperador Constantí I el Gran va ser exposat al cristianisme per la seva mare, Helena. A la batalla del Pont Milvi l'any 312, Constantí va ordenar a les seves tropes que adornessin els seus escuts amb el símbol cristià d'acord amb la visió que havia tingut la nit anterior. Després de guanyar la batalla, Constantí va ser capaç de reclamar l'Imperi Romà d'Occident
Fins a quin punt va adoptar Constantí el cristianisme en aquest moment és difícil de discernir. Les monedes romanes encunyades fins a vuit anys posteriors a la batalla encara mostraven les imatges dels déus romans. Però l'adhesió de Constantí va ser un punt d'inflexió per a l'Església Cristiana. Després de la seva victòria, Constantí va donar suport financerament a l'Església, va construir basíliques i concedí diversos privilegis (per exemple, l'exempció de certs impostos) al clergat, promogué els cristians a llocs de responsabilitat, i retornà els béns confiscats durant la Gran Persecució de Dioclecià. Entre el 324 i el 330, Constantí va construir, pràcticament des de zero, una nova capital imperial que fou batejada amb el seu nom: Constantinoble. Tenia una arquitectura obertament cristiana, hi havia esglésies dins dels murs de la ciutat, i no tenia temples pagans. D'acord amb el costum imperant, Constantí va ser batejat en el seu llit de mort.

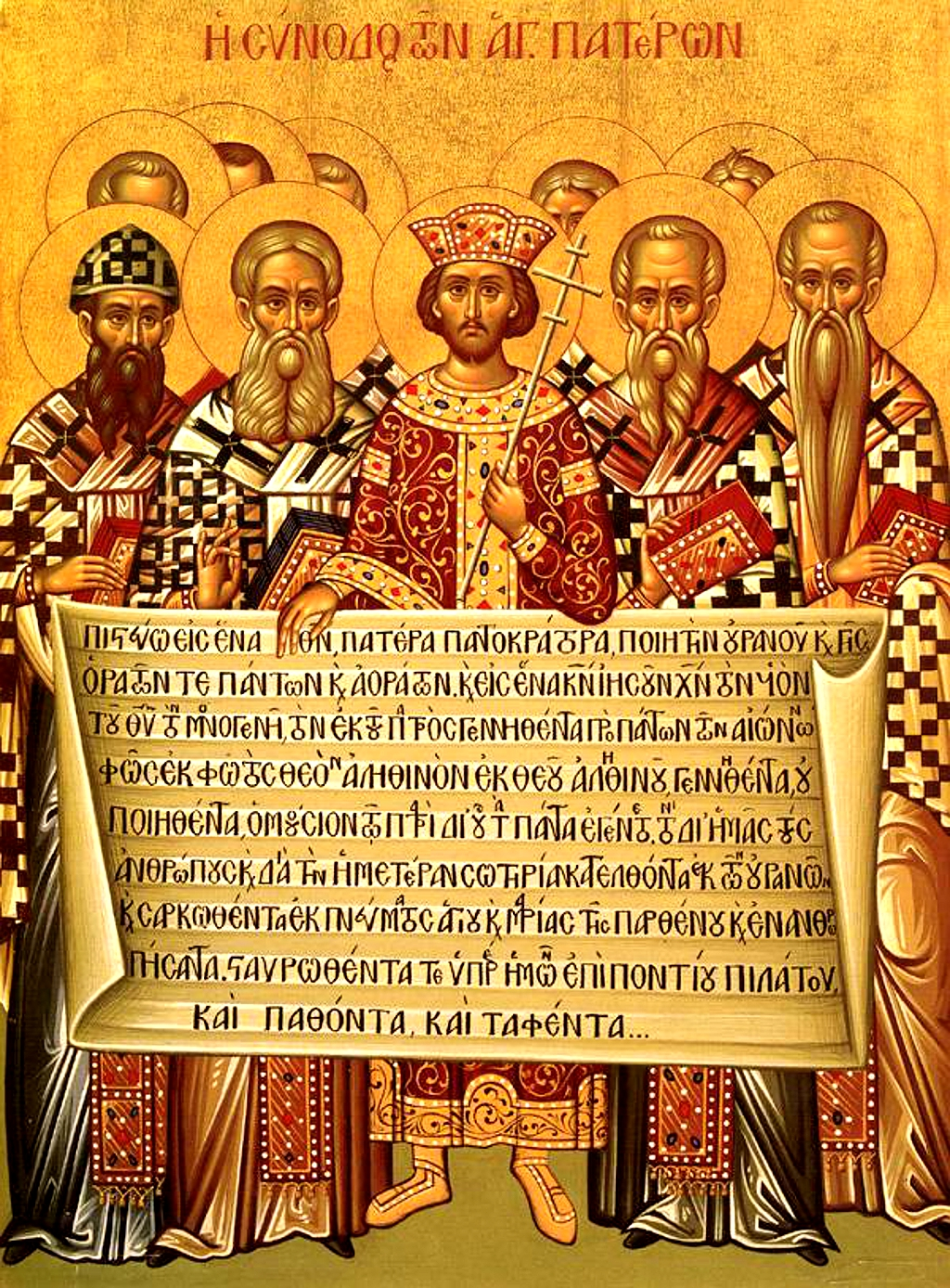
Icona que representa l'emperador Constantí (centre) i els bisbes del Primer Concili de Nicea (325) sostenint el Credo de Nicea en la forma donada més tard en el Primer Concili de Constantinoble (381), amb les modificacions per al seu ús en la litúrgia grega.

Constantí també va tenir un paper actiu en el lideratge de l'Església. Al 316, va actuar com a jutge en una disputa al nord d'Àfrica sobre la controvèrsia donatista. Més important encara, l'any 325 va convocar el Concili de Nicea, el primer Concili Ecumènic, per tractar sobretot de la controvèrsia arriana, i que promulgaria també el Credo de Nicea, que entre altres coses professava una creença en "Una Santa Església Catòlica Apostòlica". Constantí estableix així un precedent per a l'emperador, com a responsable de Déu per a la salut espiritual dels seus súbdits, i així amb el deure de mantenir l'ortodòxia. L'emperador havia de fer complir la doctrina, eliminar de soca-rel l'heretgia, i defensar la unitat eclesiàstica.
El fill i successor de Constantí, conegut com a Julià l'Apòstata, va ser un filòsof que, en convertir-se en emperador, va renunciar al cristianisme i va abraçar una neoplatònica i mística forma de paganisme, que escandalitzà la comunitat cristiana. Va començar a reobrir temples pagans, i intentà de restablir el prestigi de les antigues creences paganes, les quals modificà per assemblar-se a les tradicions cristianes, com ara l'estructura episcopal i de la caritat pública (fins aleshores desconeguda en el paganisme romà). El breu regnat de Julià va acabar quan ell va morir mentre feia campanya a Occident.
Més tard, els Pares de l'Església van escriure volums de textos teològics, incloent-hi Agustí d'Hipona, Gregori de Nazianz, Ciril de Jerusalem, Ambròs de Milà, Jeroni d'Estridó, i altres. Alguns d'aquests pares, com Joan Crisòstom i Atanasi, va patir l'exili, la persecució o el martiri pels emperadors romans d'Orient arians.

### Concilis ecumènics
Durant aquesta època es van convocar diversos concilis ecumènics. Aquests estigueren majoritàriament centrats en disputes cristològiques. Els dos Concilis de Nicea (325, 382) va condemnar com a heretgia els ensenyaments arrians i van produir el Credo de Nicea El Concili d'Efes va condemnar el nestorianisme i va afirmar que Maria és Theotokos ("portadora de Déu" o "Mare de Déu"). El Concili de Calcedònia afirmà que Crist tenia dues naturaleses, totalment Déu i totalment home, diferents però sempre en perfecta unió. Per tant, condemnà monofisisme i seria influent en la refutació del monotelisme. No obstant això, no tots els grups acceptaren tots els concilis, per exemple nestorianisme i l'Església Assíria Oriental dividida al Concili d'Efes de 431, i les Esglésies ortodoxes orientals dividides pel Concili de Calcedònia de 451.

### Cristianisme com a religió de l'estat romà
El 27 de febrer 380, amb l'Edicte de Tessalònica proposat per Teodosi I el Gran, l'Imperi Romà va adoptar oficialment el cristianisme trinitari com a religió d'Estat. Abans d'aquesta data, Constanci II (337-361) i Valent (364-378) havien afavorit personalment formes arrianes o semiarrianes del cristianisme, fins que el successor de Valent, Teodosi I, donà suport a la doctrina trinitària tal com s'exposa en el Credo de Nicea.
Després de la seva creació, l'Església va adoptar les mateixes fronteres organitzacionals que l'Imperi: províncies geogràfiques, anomenades diòcesis, que corresponen a la divisió territorial imperial governamental. Els bisbes, els quals es troben en els grans centres urbans, com en la tradició pre-legalització, supervisaven així cada diòcesi. La ubicació del bisbe era el seu "seient", o "seu". Entre les seus, cinc van arribar a tenir preeminència especial: Roma, Constantinoble, Jerusalem, Antioquia i Alexandria. El prestigi de la majoria d'elles depenia en part dels seus fundadors apostòlics, dels quals els bisbes n'eren per tant els successors espirituals. Si bé el bisbe de Roma es va mantenir com un Primus inter pares, Constantinoble va ser segona en precedència com a nova capital de l'imperi.
Teodosi I va decretar que els que no creien en la preservada "tradició fidel", com ara la Trinitat, havien de ser considerats practicants d'heretgia il·legal, i l'any 385, el resultat va ser el primer cas de pena de mort d'un heretge, anomenat Priscil·lià.

### Nestorianisme i l'Imperi Sassànida
L'Imperi Sassànida va tenir al començament de la seva història molts conversos al cristianisme, lligats estretament a la branca siríaca del cristianisme. L'Imperi era oficialment zoroàstric i va mantenir una estricta adhesió a aquesta fe, en part, per distingir-se de la religió de l'Imperi Romà (originalment la religió pagana romana i després el cristianisme). El cristianisme es va començar a tolerar a l'Imperi Sassànida i l'Imperi Romà cada vegada va exiliar més heretges durant els segles quart i sisè i, per tant, la comunitat cristiana sassànida va créixer ràpidament.
Durant el principi del segle cinquè l'Escola dels perses havia ensenyat una perspectiva cristològica que indicava que la naturalesa divina i humana de Crist eren persones diferents. Una conseqüència particular d'aquesta perspectiva és que Maria no podia ser anomenada amb propietat la mare de Déu, sinó que només podria ser considerada la mare de Crist. El defensor més conegut d'aquest punt de vista era el patriarca de Constantinoble Nestori. Com que fer referència a Maria com a mare de Déu s'havia fet popular en moltes parts de l'Església, això va esdevenir un tema de divisió. L'emperador romà Teodosi II va convocar dos sínodes a Efes, un el 431 i un el 449, amb la intenció de resoldre el problema. Els concilis, en última instància, va rebutjar l'opinió de Nestori. Moltes esglésies que van seguir el punt de vista nestoriana es va separar de l'Església Romana com a Escola de Nísibis, amb la qual cosa es va provocar un cisma major. Les esglésies nestorianes van ser perseguides i molts seguidors van fugir a l'imperi Sassànida, on van ser acceptats. A la fi del segle cinquè l'església persa estava fermament establerta.

### Miafisisme
L'any 451 es va dur a terme el Concili de Calcedònia per aclarir les qüestions cristològiques que envolten el nestorianisme. El concili, en última instància, va declarar que la naturalesa divina i humana de Crist estaven separades però totes dues formen part d'una sola entitat, un punt de vista rebutjat per moltes esglésies anomenades a si mateixes miafisistes. El cisma resultant va crear una comunió d'esglésies, incloent-hi les esglésies armènies, sirianes i egípcies. Encara que es van fer esforços de reconciliació en els segles següents, es va mantenir el cisma permanent, la qual cosa va donar lloc al que avui es coneix com a Esglésies ortodoxes orientals.

### L'arrianisme i els gots
Una doctrina popular del segle quart fou l'arrianisme, la negació de la divinitat de Crist, tal com va ser proposat per Arri. Encara que aquesta doctrina va ser condemnada com a heretgia i finalment eliminada per l'Església Romana es va mantenir clandestinament popular durant algun temps. A finals del segle iv, Úlfila, un bisbe romà i arrià, va ser nomenat com el primer bisbe dels gots, els pobles germànics en gran part d'Europa en les fronteres de i dins de l'imperi. Ulfilas va difondre el cristianisme arrià entre els gots i va establir fermament la fe en moltes de les tribus germàniques, el que ajuda a mantenir-los culturalment diferents.

### El monaquisme
El monaquisme és una forma d'ascetisme pel qual hom renuncia a activitats mundanes i es manté sol com un ermità o s'uneix a una comunitat molt organitzada. Va començar a principis de l'Església com una família de tradicions similars, modelats en exemples bíblics i ideals, i amb arrels en certes branques del judaisme. Joan Baptista és vist com un monjo arquetípic, i el monacat també es va inspirar en l'organització de la comunitat apostòlica segons consta en Fets 2.
Els monjos eremites, o ermitans, viuen en solitud, mentre que els cenobites viuen a les comunitats, en general, en un monestir, sota una regla (o codi de pràctica) i es regeixen per un abat. Originalment, tots els monjos cristians eren ermitans, seguint l'exemple d'Antoni el Gran. No obstant això, la necessitat d'algun tipus de guia organitzada espiritual dugué Pacomi de Tabenna el 318 a organitzar els seus nombrosos seguidors en el que es convertiria en el primer monestir. Aviat, altres institucions similars es van establir a tot el desert d'Egipte, així com la resta de la meitat oriental de l'Imperi Romà. Les dones es van sentir atrets especialment al moviment.
Les figures centrals en el desenvolupament de la vida monàstica foren Basili el Gran a Orient i a Occident Benet de Núrsia, que va crear la famosa Regla de Sant Benet, que va esdevenir la regla més comuna durant tota l'edat mitjana, i punt de partida per a altres regles monàstiques.

## Alta edat mitjana (476-1000)

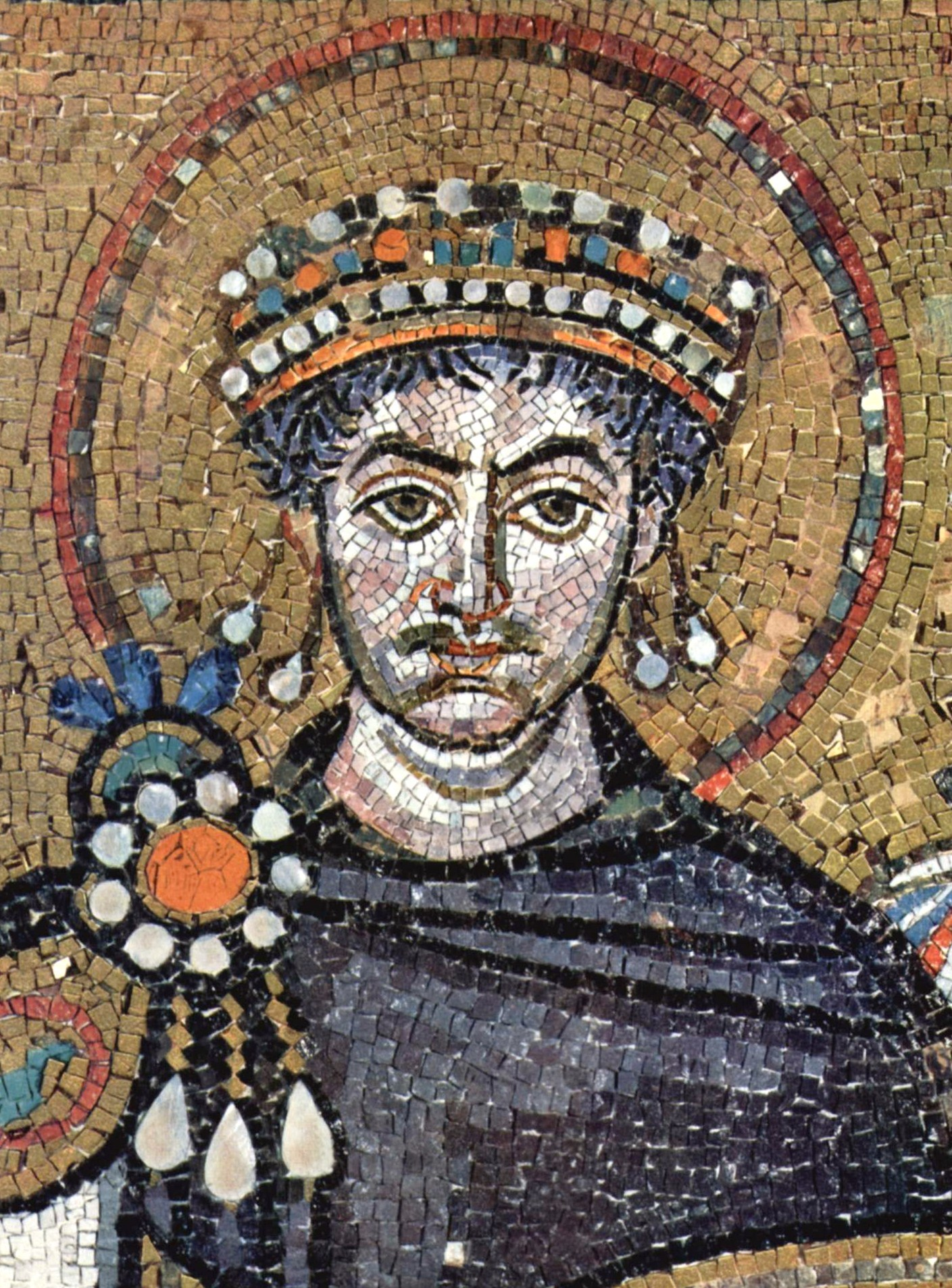
Mosaic de Justinià I, a l'església de San Vitale, Ràvena, Itàlia

La transició a l'edat mitjana va ser un procés gradual i localitzada. Les zones rurals es va elevar com a centres de poder, mentre que les àrees urbanes van disminuir. Tot i un nombre més gran de cristians van romandre a l'Església Ortodoxa (zones gregues), els esdeveniments importants s'estaven realitzant en el cristianisme occidental (zones llatines) i cadascun va prendre formes distintives. Els Bisbes de Roma, els Papes, es van veure obligats a adaptar-se a les circumstàncies canviants dràsticament. Mentre mantenien només una lleialtat nominal a l'emperador, es van veure obligats a negociar equilibris amb els "governants bàrbars" de les antigues províncies romanes. En l'Orient l'Església va mantenir la seva estructura i caràcter, i es va desenvolupar més lentament.

### Expansió missionera occidental
La pèrdua gradual del domini de l'Imperi Romà d'Occident, reemplaçat pels regnes dels federats i els germànics, va coincidir amb els primers esforços missioners en zones no controlades per l'Imperi que s'esfondrava. Ja en una època tan primerenca com el segle v, es van produir activitats missioneres des de la Gran Bretanya romana en les zones celtes (actuals Escòcia, Irlanda i Gal·les) que competiren amb les tradicions primerenques del cristianisme celta, que més tard es va reintegrar a l'Església de Roma. Missioners destacats van ser Sant Patrici, Columba d'Iona i Columbà. Les tribus anglosaxones que van envair el sud de Gran Bretanya, algun temps després de l'abandó romà, eren inicialment paganes, però es va convertir al cristianisme per Agustí de Canterbury en la missió del Papa Gregori el Gran. Convertida ben aviat en un centre missioner, missioners com Wilfrid de York, Willibrord d'Utrecht, Lul de Hersfeld i Bonifaci començarien a convertir els seus parents saxons a Germània.
Una bona part dels cristians gal·loromans que habitaven Gàl·lia (l'actual França) van ser envaïts pels francs a principis del segle v. Els habitants natius van ser perseguits fins que el rei franc Clovis I es va convertir del paganisme al catolicisme romà el 496. Clovis va insistir per tal que els seus companys nobles seguissin el seu exemple, l'enfortiment del seu regne recentment creat mitjançant la unió de la fe dels governants amb la dels governats. Després de l'ascens del Regne Franc i l'estabilització de les condicions polítiques, la part occidental de l'Església va augmentar les activitats missioneres, sostinguda pel regne merovingi, com un mitjà per pacificar els molestos pobles veïns. Després de la fundació d'una església a Utrecht per Willibrord, es van produir reaccions violentes quan el rei pagà frisi Radbod destruí molts centres cristians entre el 716 i el 719. En 717, el missioner anglès Bonifaci va ser enviat a ajudar Willibrord; es van restablir les esglésies de Frísia i es van continuar les missions a Germània.

### Iconoclàstia romana d'Orient

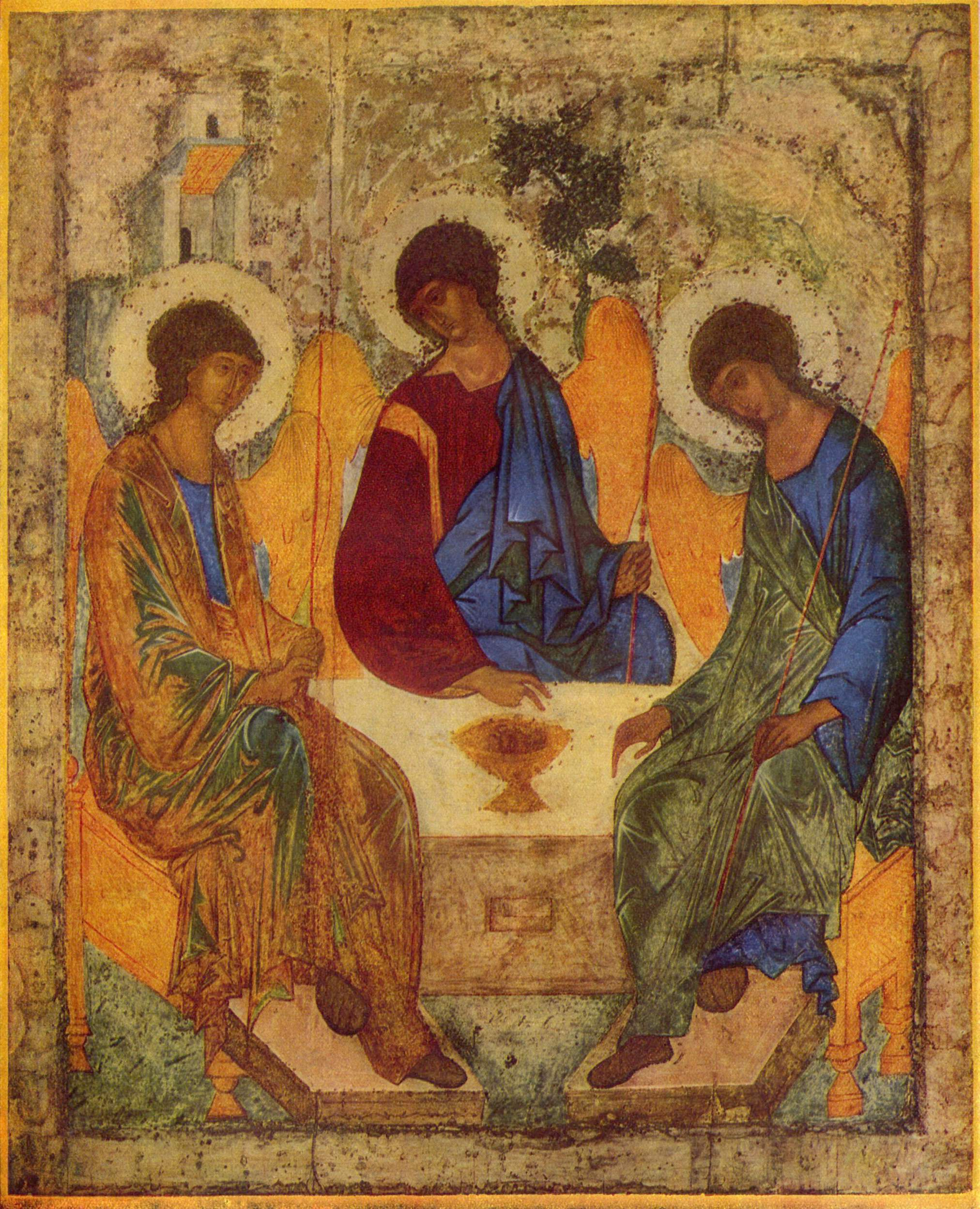
La Santíssima Trinitat d'Andrei Rubliov

Després d'una sèrie de drus revessos militars pesat contra els musulmans, la iconoclàstia va sorgir a principis del segle viii. Pels volts del 720 l'emperador romà d'Orient Lleó III l'Isauri va prohibir la representació pictòrica de Crist, els sants i escenes bíbliques. A Occident, el Papa Gregori III va celebrar dos sínodes a Roma i va condemnar les accions de Lleó. El romà d'Orient Concili Iconoclasta de Hièria, celebrat el 754, va establir que els retrats sagrats eren herètics El moviment va destruir gran part de la història artística primerenca de l'església cristiana. El moviment iconoclasta en si va ser definit més tard com a heretge l'any 787 sota el Setè Concili Ecumènic, però va gaudir d'un breu ressorgiment entre el 815 i el 842.

### Renaixement carolingi
El Renaixement carolingi va ser un període de renaixement intel·lectual i cultural de la literatura, les arts i els estudis bíblics durant la tarda segle viii i segle ix, sobretot durant els regnats de Carlemany i Lluís I el Pietós, governants francs. Per fer front als problemes d'analfabetisme entre el clergat i els mestres del tribunal, Carlemany va fundar escoles i va atreure els homes més savis de tot Europa a la seva cort.

### Reforma monàstica

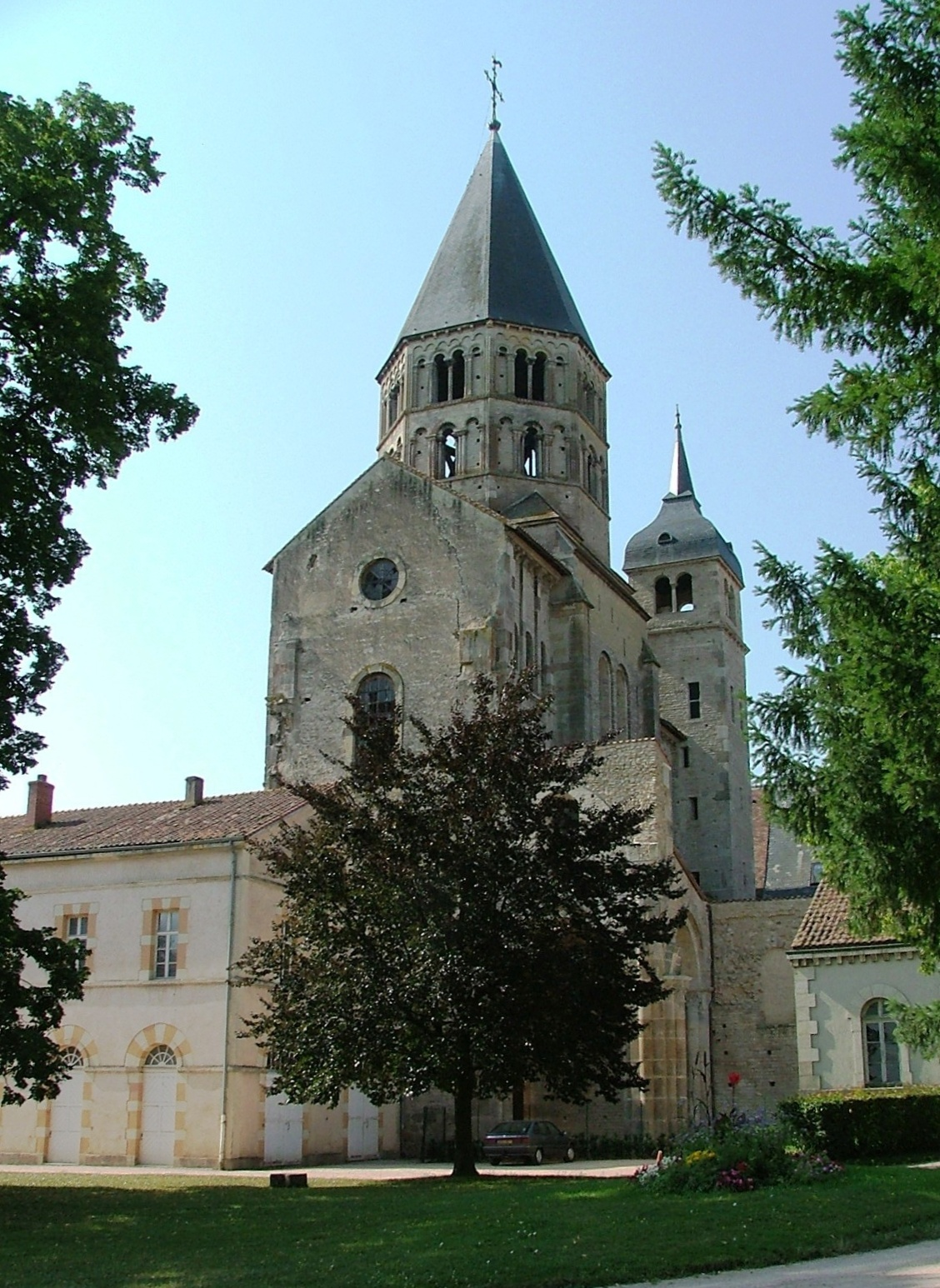
Una vista de l'Abadia de Cluny.

#### Cluny
Des del segle vi en endavant la major part dels monestirs a Occident eren de l'Orde benedictí. A causa de l'adherència estricta a la reformada regla benedictina, l'Abadia de Cluny va esdevenir la líder reconeguda del monaquisme occidental des de finals del segle x. Cluny va crear un gran orde federat, en què els administradors de les cases filials va servir com delegats de l'abat de Cluny i responien davant ell. L'esperit cluniacenc va ser una gran influència en la revitalització de l'església normanda, en el seu apogeu en la segona meitat del segle x fins a principis del segle xii.

#### Cister

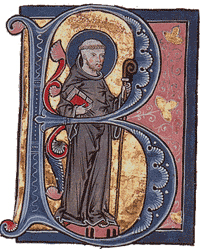
Bernat de Claravall, en un manuscrit il·luminat medieval.

La següent onada de la reforma monàstica va arribar amb el moviment cistercenc. La primera abadia cistercenca va ser fundada l'any 1098, a Cîteaux. La nota clau de la vida cistercenca va ser un retorn a l'observança literal de la regla benedictina, el rebuig de l'evolució dels benedictins. La característica més cridanera de la reforma va ser el retorn a la feina manual, i especialment al treball al camp. Inspirat per Bernat de Clairvaux, el constructor principal dels cistercencs, es van convertir en la principal força de la difusió tecnològica en l'Europa medieval. Al final del segle xii les cases cistercenques arribaven al nombre de 500, i al punt culminant en el segle xv l'orde deia tenir prop de 750 cases. La majoria d'elles van ser construïts en àrees silvestres, i van tenir un paper important en portar aquestes parts aïllades d'Europa al cultiu econòmic.

#### Ordes mendicants
Un tercer nivell de la reforma monàstica va ser proporcionada per l'establiment dels ordes mendicants. Comunament coneguts com a frares, els mendicants viuen sota una regla monàstica amb els vots tradicionals de castedat pobresa i obediència, però emfasitzen la predicació, l'activitat missionera i l'educació, en un monestir aïllat. A partir del segle xii, va ser instituïda l'orde franciscà pels seguidors de Francesc d'Assís, i després d'això, l'Orde dels Predicadors va ser iniciat per Sant Domènec.

### Lluita de les Investidures
La Lluita de les Investidures, o la controvèrsia de la investidura laica, va ser el més important conflicte entre els poders secular i religiós a l'Europa medieval Tot va començar com una disputa al segle xi entre l'emperador Enric IV del Sacre Imperi Romanogermànic i el Papa Gregori VII pel que fa a qui nomenaria als bisbes (investidura). El final de la investidura laica amenaçava de soscavar el poder de l'imperi i les ambicions de nobles en benefici de la reforma de l'Església.
Els bisbes recaptaven ingressos per herències lligades al seu bisbat. Els nobles que posseïen terres (feus) passaven hereditàriament aquestes terres dins de la seva família. No obstant això, com que els bisbes no tenien fills legítims, quan un bisbe moria hi havia el dret del rei a nomenar un successor. Així, mentre que un rei tenia molt pocs recursos per prevenir l'adquisició de dominis de gran abast, pels nobles, a través d'herències i matrimonis dinàstics, un rei podia mantenir un acurat control de les terres sota el domini dels seus bisbes. Els reis atorgarien bisbats als membres de les famílies nobles i n'assegurarien la seva amistat. D'altra banda, si un rei deixava un bisbat vacant, llavors recollia els ingressos de les finques fins que fos nomenat un bisbe, quan en teoria havia de tornar els guanys. La poca freqüència d'aquest pagament era una font òbvia de disputa. L'Església va voler acabar amb aquesta investidura laica, a causa de la possible corrupció, no només de les seus vacants, sinó també d'altres pràctiques com la simonia. Per tant, la competència de la investidura va ser part de l'intent de l'Església de reformar l'episcopat i oferir una millor cura pastoral.
El papa Gregori VII va expedir el Dictatus Papae, que declarava que només el Papa podia nomenar o destituir els bisbes, o traslladar-los a altres seus. El rebuig d'Enric IV a aquest decret el va dur a la seva excomunió i a una revolta ducal; finalment Enric rebé l'absolució després d'una dramàtica penitència pública, descalç a la neu alpina i embolicat en un cilici, encara que la rebel·lió i el conflicte de la investidura va continuar. De la mateixa manera, es va produir una controvèrsia similar a Anglaterra entre el rei Enric I i Sant Anselm, l'arquebisbe de Canterbury, quant a la investidura i els ingressos eclesiàstics reunits pel rei durant una vacant episcopal. La disputa es va resoldre pel Concordat de Londres, 1107, on el rei va renunciar a la seva pretensió d'investir bisbes però seguia exigint un jurament de lleialtat d'aquests després de la seva elecció. Aquest va ser un model parcial del Concordat de Worms (Pactum Calixtinum), que va resoldre la controvèrsia de la investidura imperial amb un compromís que permetia a les autoritats seculars alguna mesura de control, però va atorgar la selecció dels bisbes als seus canonges catedralicis. Com a símbol del compromís, les autoritats laiques investiren bisbes amb la seva autoritat secular simbolitzada per la llança, i les autoritats eclesiàstiques investiren bisbes amb la seva autoritat espiritual simbolitzada per l'anell i el bàcul pastoral.

### Inquisició medieval
La inquisició medieval és una sèrie d'inquisicions (organismes eclesials de l'Església Catòlica Romana encarregats de la supressió de l'heretgia) que van funcionar al voltant del 1184; s'hi inclouen la Inquisició Episcopal (1184-1230) i més tard la Inquisició papal (dècada del 1230). Va ser en resposta als moviments dins d'Europa considerats apòstates o herètics al catolicisme occidental, en particular els càtars i els valdesos al sud de França i nord d'Itàlia. Aquests van ser els primers moviments de la inquisició dels molts que li seguirien. Les inquisicions en combinació amb la Croada albigesa van tenir bastant èxit en posar fi a l'heretgia.

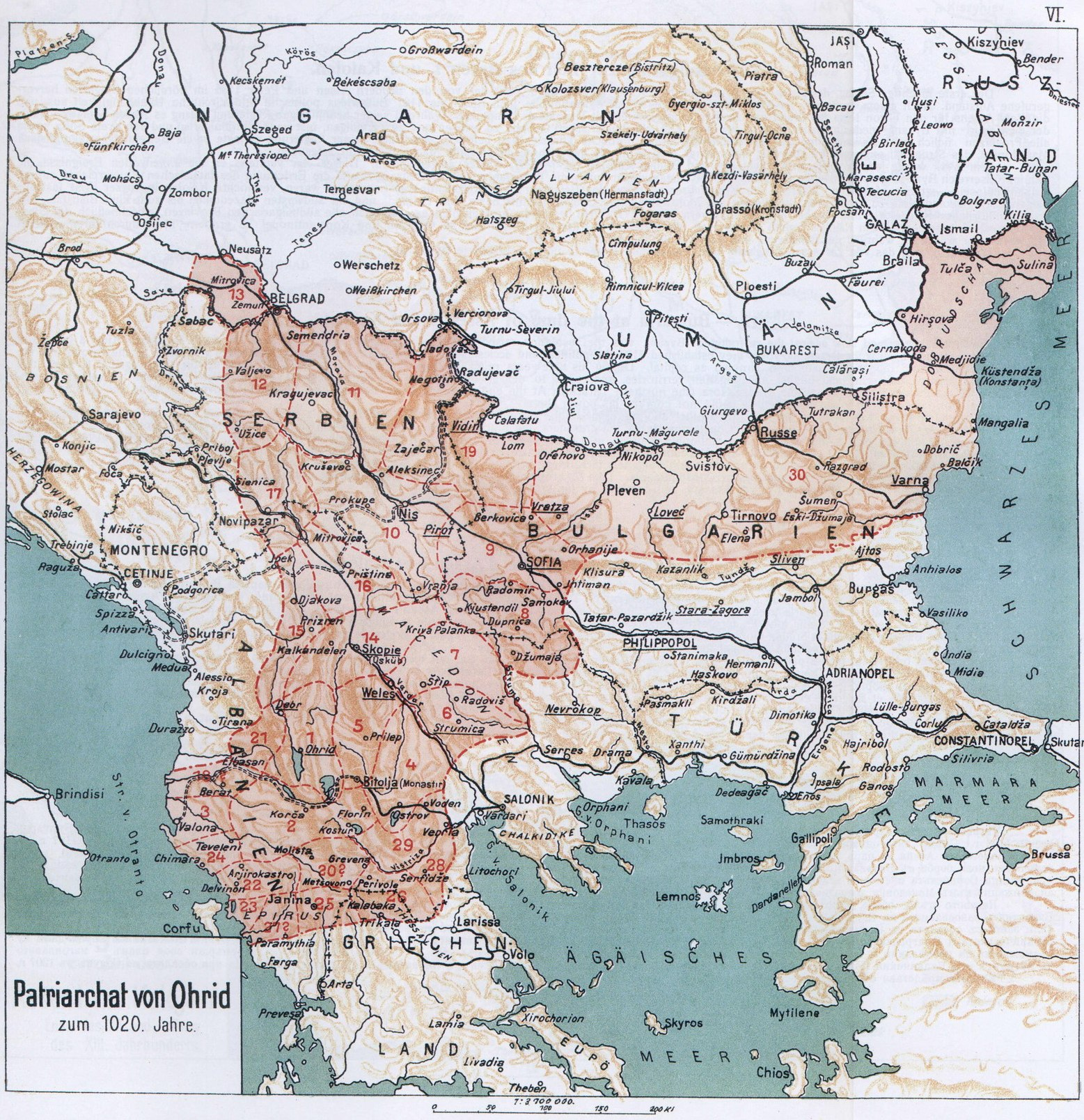
Moviment cristià a Bulgària i Grècia

### La conversió dels escandinaus
La primera evangelització d'Escandinàvia va ser iniciada per Anscari, arquebisbe de Bremen, "Apòstol del Nord". Anscari, natural d'Amiens, va ser enviat amb un grup de monjos a Jutlàndia Dinamarca, al voltant del 820 en l'època del procristià rei jut Harald Klak. La missió va ser un èxit parcial, i Anscari va tornar dos anys més tard a Alemanya, després que Harald hagués estat expulsat del seu regne. En 829 Ansgar va anar a Birka al llac Mälaren, Suècia, amb el seu ajudant el frare Witmar, i es va formar una petita congregació l'any 831, que incloïa el mateix majordom del rei Hergeir. La conversió va ser lenta, però, i les terres més escandinaves van ser només completament cristianitzades en temps de governants com Sant Canut IV de Dinamarca i Olaf I de Noruega en els anys posteriors al 1000 dC.

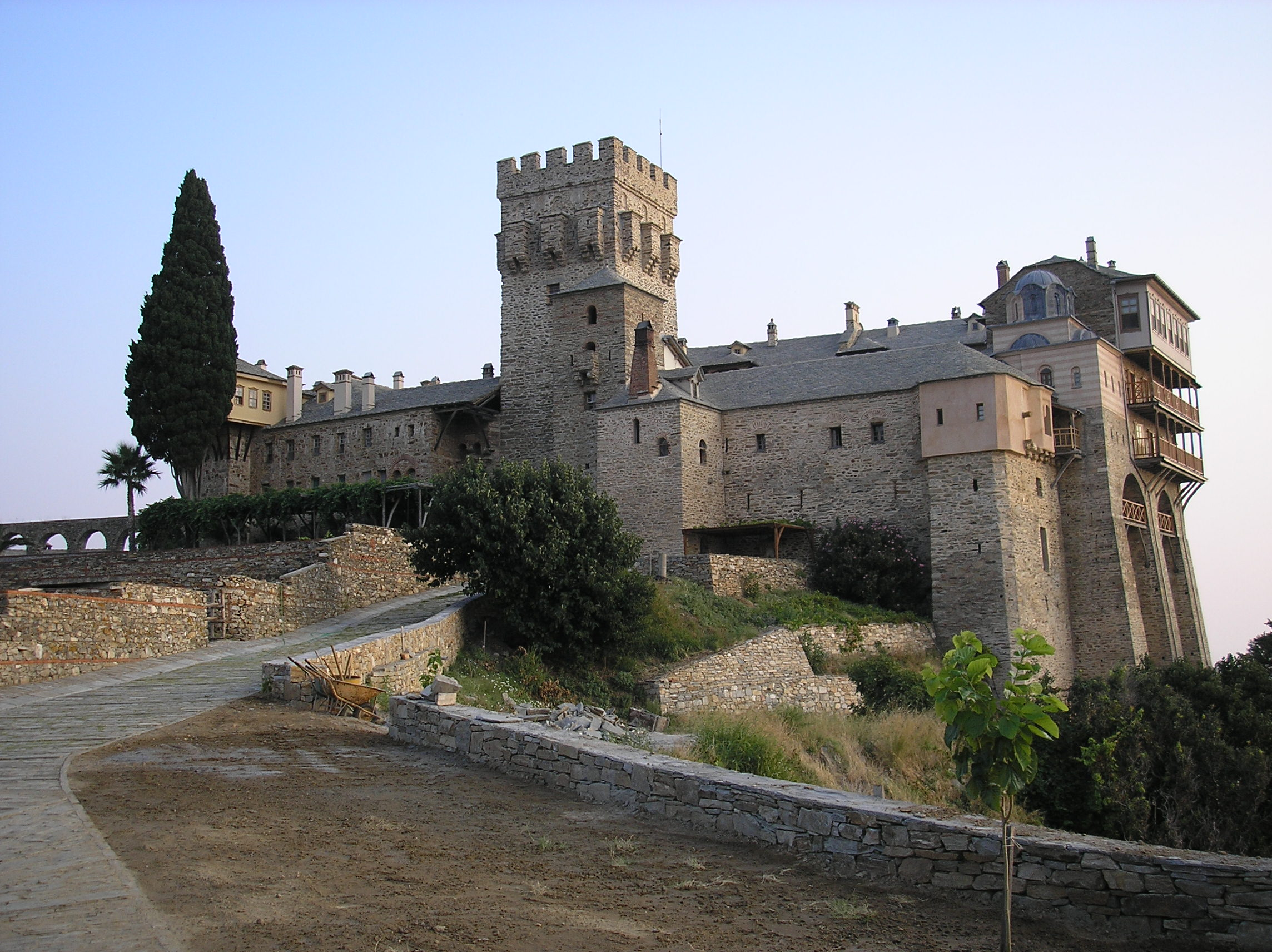
Monestir d'Stavronikita, vista del sud-est

### La conversió dels eslaus

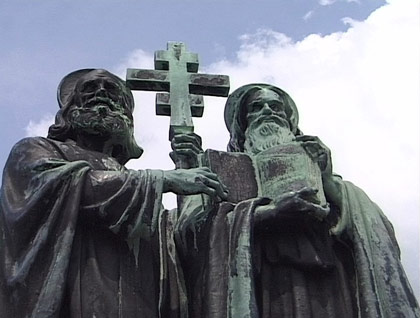
Monument a Sant Ciril i Sant Metodi a Radhošť

Si bé pels volts de l'any 800, Europa Occidental estava governada enterament pels reis cristians, l'Est i el Centre d'Europa seguia sent una àrea d'activitat missionera. Per exemple, al segle novè, Ciril i Metodi van tenir un extens èxit missioner a la regió entre els pobles eslaus, amb la traducció de la Bíblia i la litúrgia en eslau. El baptisme de Kíev el 998 estengué el cristianisme al llarg de la Rus de Kíev, i establí el cristianisme a Ucraïna, Belarús i Rússia.
En els segles novè i desè, el cristianisme va fer grans avenços a Europa, incloent-hi Bulgària i la Rus de Kíev. L'evangelització o cristianització dels eslaus va ser iniciada per un dels clergues més savis de l'Imperi Romà d'Orient - el patriarca Foci. L'emperador romà d'Orient Miquel III va triar Ciril i Metodi, en resposta a una sol·licitud de Rastislau I de la Gran Moràvia que volia missioners que poguessin atendre els moraus en el seu idioma. Els dos germans parlaven l'eslau vernacle local i va traduir la Bíblia i molts dels llibres d'oració. Com que les traduccions preparades per ells van ser copiats pels parlants d'altres dialectes, es va crear la llengua literària híbrida de l'antic eslau eclesiàstic. Alguns dels seus deixebles van tornar a Bulgària, on van ser rebuts pel búlgar Knyaz Borís I que van veure la litúrgia eslava com una forma de contrarestar la influència romana d'Orient al país. En poc temps, els deixebles de Ciril i Metodi aconseguiren preparar i instruir els futurs sacerdots eslaus en l'alfabet glagolític i els textos bíblics.
Bulgària va ser reconeguda oficialment com un patriarcat de Constantinoble l'any 927, Sèrbia el 1346 i Rússia el 1589. Totes aquestes nacions, però, s'havia convertit molt abans d'aquestes dates.
Els missioners cap a l'est i els eslaus del Sud va tenir un gran èxit, en part a causa que van utilitzar el llenguatge del poble natiu en comptes del llatí com els sacerdots romans van fer, o el grec.

#### Missió a Gran Moràvia
Quan Ratislau, rei la Gran Moràvia i conegut mag, va demanar a l'Imperi Romà d'Orient per als professors que podrien servir els moravis en el seu propi idioma, l'emperador romà d'Orient Miquel III va triar dos germans, Ciril i Metodi. Com que la seva mare era una eslava de les zones d'influència de Salònica, els dos germans s'havien criat parlant l'eslau vernacle local. Un cop comissionats, immediatament es va dedicar a la creació d'un alfabet, l'alfabet glagolític, i després van traduir la Bíblia i la litúrgia a l'eslau. Aquest dialecte eslau va esdevenir la base de l'antic eslau eclesiàstic, que més tard va esdevenir eslau eclesiàstic, que és la llengua litúrgica comuna encara utilitzada per l'Església Ortodoxa Russa i altres cristians ortodoxos eslaus. Els missioners cap a l'est i els eslaus del Sud va tenir un gran èxit, en part a causa del fet que van utilitzar el llenguatge del poble natiu en comptes del llatí o el grec. A la Gran Moràvia, Constantí i Metodi trobaren missioners francs d'Alemanya, en representació de la branca occidental o llatina de l'Església, i més concretament en representació del Sacre Imperi Romanogermànic tal com l'havia fundada Carlemany, i es van comprometre a la uniformitat lingüística i cultural. Es va insistir en l'ús de la litúrgia llatina, i consideraven Moràvia i els pobles eslaus com a part del seu camp de missió que els corresponia.
Quan cresqueren les friccions, els germans, que no estven disposats a ser motiu de discòrdia entre els cristians, van viatjar a Roma per veure el Papa, a la recerca d'un acord que evitaria disputes entre els missioners al camp. Constantí va entrar en un monestir a Roma, i va prendre el nom de Ciril, pel qual és ara recordat. No obstant això, va morir poques setmanes després.
El Papa Adrià II va donar a Metodi el títol d'arquebisbe de Sírmium (avui Sremska Mitrovica a Sèrbia) i el va enviar de nou el 869, amb jurisdicció sobre la totalitat de Moravia i Pannònia, i l'autorització per utilitzar la litúrgia eslava. Aviat, però, el príncep Ratislav, que havia convidat originalment als germans a Moràvia, va morir, i el seu successor no va recolzar Metodi. L'any 870 el rei franc Lluís i els seus bisbes deposaren Metodi en un sínode a Ratisbona, i el van empresonar durant poc més de dos anys. El Papa Joan VIII va assegurar el seu alliberament, però li va donar instruccions per deixar d'usar la litúrgia eslava.
En 878, Metodi va ser cridat a Roma per càrrecs d'heretgia i utilització de l'eslau. En aquesta ocasió el Papa Joan fou convençut pels arguments que Metodi formulà en la seva defensa i el va enviar de nou absolt de tots els càrrecs, i amb el permís d'usar l'eslau. El bisbe carolingi que el va succeir, Witching, va suprimir la litúrgia eslava i va obligar els deixebles de Metodi a l'exili. Molts van trobar refugi amb Borís I de Bulgària, sota el qual es va reorganitzar l'Església de parla eslava. Mentrestant, els successors del Papa Joan van adoptar una política només-llatina que va durar segles.

#### La conversió de Bulgària
Bulgària era un país pagà, des de la seva creació l'any 681 fins al 864, quan Borís I (852-889) es va convertir al cristianisme. Les raons d'aquesta decisió van ser complexes; els factors més importants van ser que Bulgària se situa entre dos poderosos imperis cristians, l'Imperi Romà d'Orient i Frància Oriental; la doctrina cristiana en particular afavoria la posició del monarca com a representant de Déu a la Terra, mentre que Boris també ho veia com una manera de superar les diferències entre els búlgars i eslaus. En 885 alguns dels deixebles de Ciril i Metodi, incloent-hi Climent d'Ocrida, Naüm de Preslav i Angelaruis, va tornar a Bulgària, on van ser rebuts per Borís I que van veure la litúrgia eslava com una forma de contrarestar la influència romana d'Orient al país. En poc temps, ho van arreglar per preparar i instruir els futurs sacerdots búlgars en l'alfabet glagolític i els textos bíblics. Com a resultat del Concili de Preslav, l'any 893, Bulgària va expulsar els seus clergues grecs i va proclamar l'idioma búlgar antic com l'idioma oficial de l'Església i l'Estat.

#### La conversió de la Rus

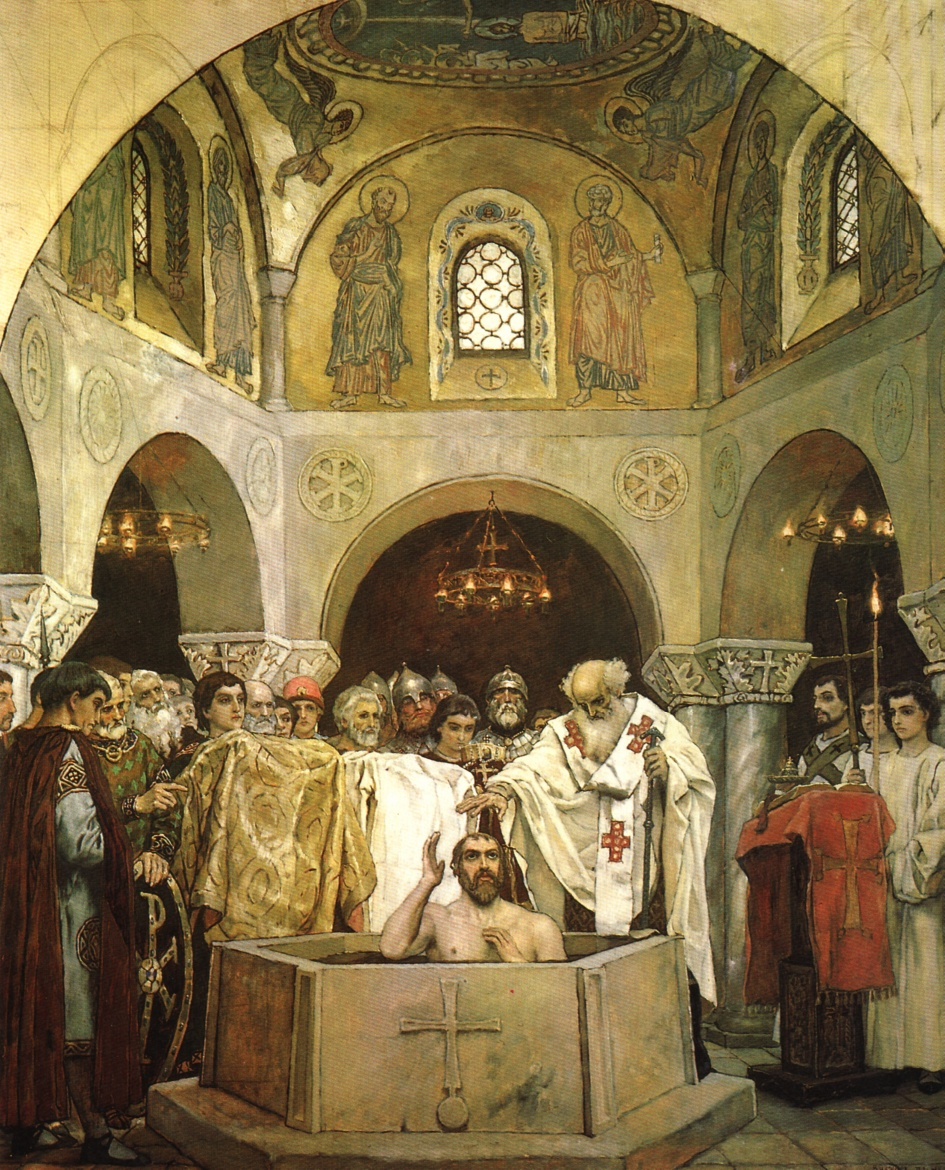
El baptisme de Vladimir

L'èxit de la conversió dels búlgars facilitar la conversió d'un altre Orient pobles eslaus, en particular el Rus ', antecessors de belarussos, russos i ucraïnesos, així com rutens. A principis del segle xi la major part del món pagà eslau, incloent-hi Rus, Bulgària i Sèrbia, s'havia convertit al cristianisme romà d'Orient. El tradicional esdeveniment associat a la conversió de la Rus 'és el baptisme de Vladímir I de Kíev en 989. No obstant això, el cristianisme està documentat que va precedir aquest esdeveniment a la ciutat de Kíev i en Geòrgia. Avui en dia l'Església Ortodoxa Russa és la major de les Esglésies ortodoxes.

## Controvèrsia i Croades que divideixen Orient i Occident

### Les creixents tensions entre Orient i Occident
Les esquerdes i fissures en la unitat cristiana que va donar lloc al Gran Cisma d'Orient va començar a fer-se evidenta ja en el segle iv. Les diferències culturals, polítiques i lingüístiques es barrejaren sovint amb les teològiques i donaren lloc a un cisma.
El trasllat de la capital romana a Constantinoble va portar inevitablement la desconfiança, la rivalitat, i fins i tot la gelosia a les relacions de les dues grans seus, Roma i Constantinoble. Va ser fàcil per Roma estar gelosa de Constantinoble en un moment en què estava perdent ràpidament la seva prominència política. La separació també es va agreujar a causa de les invasions germàniques d'Occident, que van tenir l'efecte d'afeblir els contactes. El sorgiment de l'islam amb la conquesta de la major part de la costa mediterrània (per no parlar de l'arribada dels eslaus pagans en els Balcans, a la vegada) va intensificar encara més aquesta separació per una falca física entre els dos mons. El món que alguna vegada havia estat homogeni i unificat a la Mediterrània estava desapareixent ràpidament. La comunicació entre l'Orient grec i l'Occident llatí al segle setè s'havia tornat perillosa i pràcticament es va aturar.
Es plantejaven dos problemes bàsics: la naturalesa de la primacia del bisbe de Roma i les implicacions teològiques d'afegir una clàusula al Credo de Nicea, coneguda com la clàusula filioque. Aquestes qüestions doctrinals van ser els primers a discutir-se obertament en el patriarcat de Foci.
Al segle cinquè, la cristiandat es va dividir en una Pentarquia de cinc seus i a Roma se li concedia una primacia. Les quatre seus de la regió oriental de la Pentarquia consideraven això com a determinat per una decisió canònica i sense que impliqués l'hegemonia d'una església local o un patriarcat sobre les altres. No obstant això, Roma va començar a interpretar la seva primacia en termes de sobirania, com un dret donat per Déu que implica la jurisdicció universal a l'Església. La naturalesa col·legiada i conciliar de l'Església, en efecte, va ser a poc a poc abandonada en favor de la supremacia del poder il·limitat papal sobre l'Església sencera. Aquestes idees van rebre finalment l'expressió sistemàtica a Occident durant el moviment de la Reforma gregoriana del segle xi. Les Esglésies orientals van veure l'enteniment de Roma de la naturalesa del poder episcopal com a oposició directa a l'estructura essencialment conciliar de l'Església i així van veure les dues eclesiologies com a mútuament antitètiques. Per a ells, en concret, la primacia de Simó Pere mai podria ser una prerrogativa exclusiva d'un sol bisbe. Tots els bisbes, com Sant Pere, han de confessar que Jesús era el Crist i, com a tal, tots són successors de Pere. Les esglésies d'Orient va donar la primacia a la Seu Romana però no la supremacia, el Papa és el Primus inter pares, però no és infal·lible i no té autoritat absoluta.
L'altre gran motiu d'irritació per a la cristiandat oriental va ser l'ús occidental de la clàusula filioque, que significa "i del Fill" en el Credo de Nicea. Això es va desenvolupar gradualment i va entrar en el Credo amb el temps. El tema va ser l'addició per Occident de la clàusula filioque llatina al Credo, com a "l'Esperit Sant ... que procedeix del Pare i del Fill", on el credo original, sancionat pels concilis i que encara es fa servir avui en dia pels ortodoxos orientals simplement diu "l'Esperit Sant, Senyor i Donador de vida, que procedeix del Pare". L'Església Oriental argumenta que la frase s'ha afegit de manera unilateral i, per tant, és il·legítima, ja que l'Orient no havia estat consultat. En l'anàlisi final, només un altre concili ecumènic podria introduir aquesta modificació. De fet, els concilis, que van elaborar el Credo original, havien prohibit expressament qualsevol sostracció o addició al text. A més d'aquesta qüestió eclesiològica, l'Església d'Orient també considera la clàusula filioque inacceptable per raons dogmàtiques. Teològicament, la interpolació llatina era inacceptable, ja que implicava que l'Esperit ara tenia dues fonts d'origen i processó, el Pare i el Fill, en comptes de només el Pare.

### Cisma de Foci
Al segle ix, va sorgir una controvèrsia entre l'Europa oriental (romana d'Orient, ortodoxa més tard) i occidental (Llatina, catòlica romana) El cristianisme que es va precipitar per l'oposició del papa Joan VII perquè l'emperador romà d'Orient Miquel III nomenés Foci com a patriarca de Constantinoble. Foci havia rebutjat una apologia del Papa per als punts anteriors del conflicte entre Orient i Occident. Foci es va negar a acceptar la supremacia del Papa en assumptes orientals o a acceptar la clàusula filioque. La delegació llatina en el consell de la seva consagració el va pressionar per acceptar la clàusula per tal d'assegurar-li el seu suport.
La controvèrsia també tingué a veure amb els drets eclesiàstics jurisdiccionals d'Orient i Occident a l'església búlgara, així com una controvèrsia doctrinal sobre la clàusula filioque ("i del Fill"). Això havia estat agregat al Credo de Nicea per l'Església llatina, que va ser més tard el punt de ruptura teològica pel Gran Cisma d'Orient al segle xi.
Foci va atorgar concessió sobre la qüestió dels drets jurisdiccionals sobre Bulgària i els llegats papals es va conformar amb el seu retorn de Bulgària a Roma. Aquesta concessió, però, era purament nominal, atès que el retorn de Bulgària al ritu romà d'Orient l'any 870 ja havia assegurat que seria una església autocèfala. Sense el consentiment de Borís I de Bulgària, el papat va ser incapaç de fer valer les seves reivindicacions.

### Cisma Occident-Orient
El Gran Cisma entre Orient i Occident, va separar les branques l'Església a Occident (llatina) i a l'Orient (grega), és a dir, el catolicisme i l'ortodòxia oriental occidental. Va ser la primera gran divisió, ja que certs grups a l'Orient rebutjaven els decrets del Concili de Calcedònia (vegeu Esglésies ortodoxes orientals), i va ser molt més significatiu. Encara que normalment és datat el 1054, el cisma entre Orient i Occident va ser en realitat el resultat d'un llarg període de distanciament entre la cristiandat llatina i grega sobre la naturalesa de la primacia papal i certs assumptes doctrinals com la clàusula filioque, un fet que a més es va intensificar per les diferències culturals i lingüístiques.
El cisma "oficial" del 1054 va ser l'excomunió del patriarca Miquel Cerulari de Constantinoble, seguida de l'excomunió dels llegats papals. Es van produir intents de reconciliació el 1274 (pel Segon Concili de Lió) i el 1439 (pel Concili de Basilea), però en cada cas, els jerarques orientals que van donar el seu consentiment per a la unió, van ser repudiats per l'Ortodòxia en el seu conjunt, tot i que es va aconseguir la reconciliació entre Occident i el que ara es diu el "Esglésies Catòliques Orientals". Més recentment, el 1965 les mútues excomunions van ser rescindides pel papa i el Patriarca de Constantinoble, encara que segueix havent-hi un cisma.
Tots dos grups són descendents de l'església primitiva, tots dos reconeixen la successió apostòlica dels seus respectius bisbes, i la validesa de cadascun dels sagraments dels altres. Encara que ambdós reconeixen la primacia del Bisbe de Roma, l'ortodòxia oriental entén això com un primat d'honor amb poca o cap autoritat eclesiàstica en altres diòcesis.
L'Orient ortodox percebia el papat com a pres per característiques monàrquiques que no estaven en línia amb la tradició de l'església.
La ruptura definitiva es considera sovint que va sorgir després de la presa i saqueig de Constantinoble per la Quarta Croada el 1204. Les croades contra els cristians a l'Orient per croats catòlics romans no era un fet exclusiu de la Mediterrània, tanmateix (vegeu també les Croades del Nord i Batalla del Gel). El saqueig de Constantinoble i l'Església de la Santa Saviesa i l'establiment de l'Imperi Llatí com un intent aparent de suplantar als ortodoxos romans d'Orient el 1204 és vist amb algun rancor als nostres dies. Molts a l'Orient va veure les accions d'Occident com un factor primordial determinant en el debilitament de l'Imperi Romà d'Orient. Això va portar a l'eventual conquesta de l'imperi i la caiguda a l'islam. L'any 2004, Joan Pau II va estendre una disculpa formal pel saqueig de Constantinoble en 1204; la disculpa va ser acceptada formalment per Patriarca Bartomeu de Constantinoble. Hi ha moltes coses que van ser robades durant aquest temps: santes relíquies, riqueses i molts altres articles, que encara es mantenen en diverses ciutats d'Europa occidental, en particular Venècia.

### Croades
Les Croades van ser una sèrie de conflictes militars duts a terme pels cavallers cristians europeus pel control de les lucratives rutes comercials que travessen l'Orient Mitjà, i l'establiment d'una influència, no necessàriament cristiana, en la regió. No obstant això, molts historiadors escriuen que la seva finalitat era la defensa dels cristians i això mercès a l'expansió dels dominis cristians. En general, les croades es refereixen a les campanyes en Terra Santa contra forces musulmanes patrocinades pel papat. Hi hagué altres croades contra les forces islàmiques al sud d'Espanya, sud d'Itàlia i Sicília, així com les campanyes dels cavallers teutònics contra els bastions pagans al nord-est d'Europa (vegeu Croades del Nord). Unes poques croades com la Quarta Croada es van lliurar dins de la cristiandat contra els grups que es consideraven herètiques i cismàtics (vegeu també la Batalla del Gel i Croada albigesa).

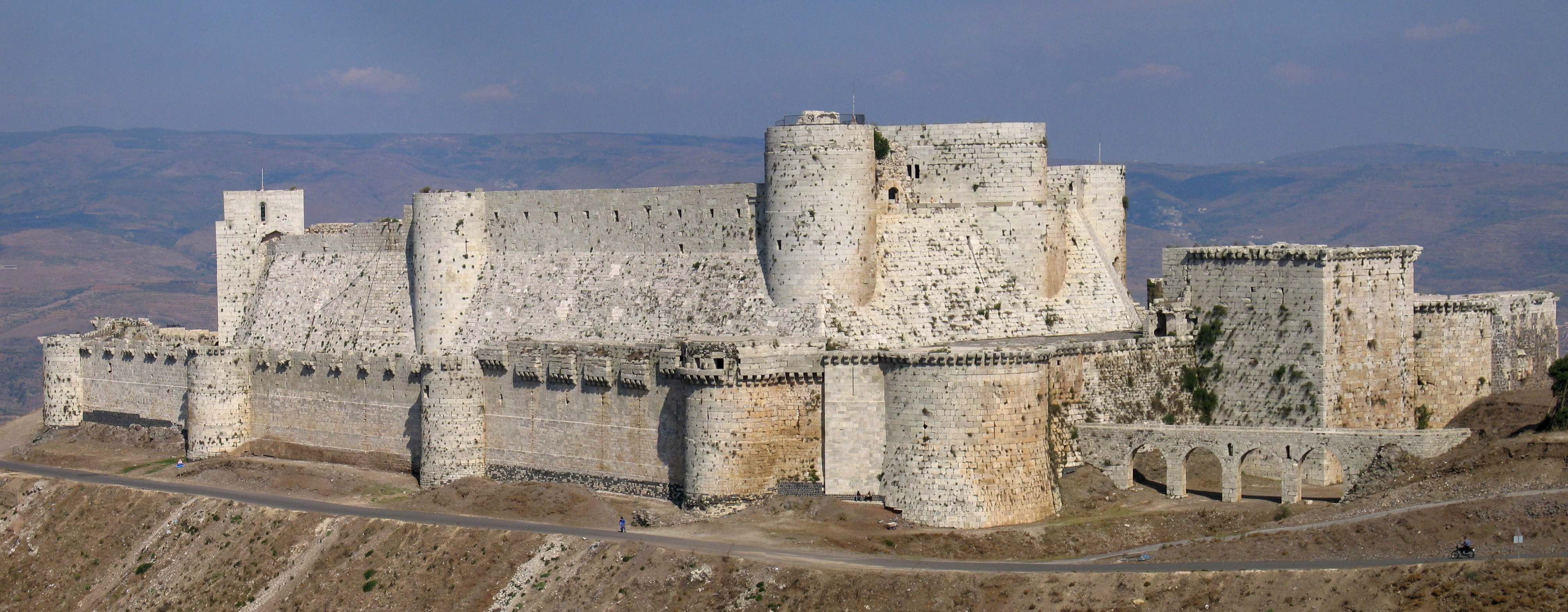
El Krak dels Cavallers fou construït al Comtat de Trípoli pels Cavallers Hospitalers durant les Croades.

Terra Santa formava part de l'Imperi Romà, i després de l'Imperi Romà d'Orient, fins a les conquestes islàmiques dels segles vii i viii. A partir de llavors, els cristians havien estat generalment autoritzats a visitar els llocs sagrats a la Terra Santa fins al 1071, quan els turcs seljúcides interromperen les peregrinacions cristianes i van atacar els romans d'Orient, que van derrotar en la batalla de Mantziciert. L'emperador Aleix I Comnè va sol·licitar ajuda del Papa Urbà II (1088-1099) a la recerca d'ajuda contra l'agressió islàmica. Probablement esperava diners del Papa per a la contractació de mercenaris. En el seu lloc, Urbà II va convocar als cavallers de la cristiandat en un discurs pronunciat al Concili de Clermont el 27 de novembre de 1095, tot combinant la idea del pelegrinatge a Terra Santa amb la de lliurar una guerra santa contra els infidels.
La Primera Croada va capturar Antioquia en 1099 i després Jerusalem. La Segona Croada es va produir en 1145 quan Edessa va ser recuperada per les forces islàmiques. Jerusalem es mantindria fins al 1187 i la Tercera Croada, famosa per les batalles entre Ricard Cor de Lleó i Saladí. La Quarta Croada, iniciada per Innocenci III el 1202, estava destinada a recuperar Terra Santa, però aviat va ser subvertida pels venecians que utilitzaren les forces per saquejar la ciutat cristiana de Zadar. Finalment, els croats van arribar a Constantinoble, en lloc d'adreçar-se a Terra Santa; els croats van saquejar a continuació Constantinoble, altres zones d'Àsia Menor i establiren efectivament l'Imperi Llatí de Constantinoble a Grècia i Àsia Menor. Aquesta va ser efectivament l'última croada patrocinada pel papat; creuades posteriors van ser patrocinats per particulars. Per tant, tot i que Jerusalem es mantingué per prop d'un segle i altres fortaleses al Pròxim Orient es quedarien sota domini cristià molt més temps, les croades a Terra Santa, en última instància, no permeteren l'establiment de regnes cristians permanents. L'expansió islàmica a Europa es renovaria, seguiria sent una amenaça per als segles següents, i culminaria amb les campanyes de Solimà I el Magnífic al segle xvi. D'altra banda, les croades al sud d'Espanya, sud d'Itàlia i Sicília conduïren finalment a la desaparició del poder islàmic a les regions; els cavallers teutònics va ampliar els dominis cristians a Europa de l'Est, i les croades molt menys freqüents dins de la cristiandat, com la Croada albigesa, van aconseguir el seu objectiu de mantenir la unitat doctrinal.

### La controvèrsia hesicasta

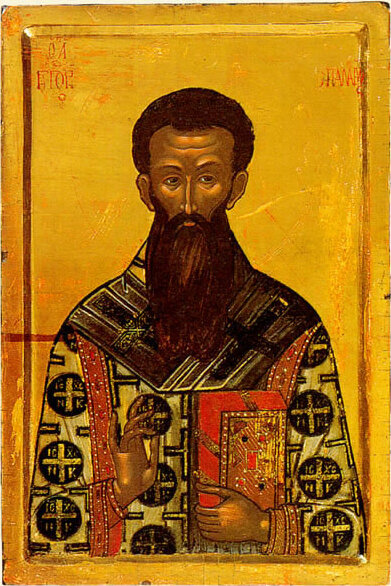
Gregori Palamàs

El 1337, l'hesicasme - un ensenyament místic al Mont Atos va ser atacat per Barlaam de Seminara, un abat de Constantinoble. Barlaam va proposar un enfocament més intel·lectual i proposicional per al coneixement de Déu que el proposat pels ensenyaments hesicastes. L'hesicasme és una forma d'oració constant oració intencional o experiencial, expressament prevista com a contemplació que s'enfoca en la idea de la quietud i la idea mística característica de la llum com a vehicle per conèixer Déu. Gregori Palamàs, després arquebisbe de Tessalònica, defensà l'hesicasme. Diversos sínodes van prendre una posició o l'altra fins que, el 1351, en un sínode sota la presidència de l'emperador Joan VI Cantacuzè, la doctrina hesicasta es va establir com la doctrina de l'Església Ortodoxa. La teologia és especialment atractiva a l'Orient, ja que valida l'ús d'icones com un vehicle per a la contemplació de la llum divina.

## Captivitat ortodoxa oriental (1453-1850)

### Caiguda de Constantinoble
En 1453, Constantinoble va caure en mans de l'Imperi Otomà. En aquest moment, Egipte havia estat sota control musulmà per uns set segles, però l'ortodòxia era molt forta a Rússia, que havia adquirit recentment un estat d'autocefàlia, i així es va anomenar a Moscou Tercera Roma, com l'hereva cultural de Constantinoble.
Sota el domini otomà, l'Església ortodoxa grega va adquirir un poder substancial com a millet autònom. El patriarca ecumènic va ser el governant religiós i administratiu de tota la "nació ortodoxa grega" (unitat administrativa otomana), que abasta tots els súbdits ortodoxos orientals de l'imperi.
Els cristians orientals que fugiren de Constantinoble, i els manuscrits grecs que portaren amb ells, foren un dels factors que van portar el Renaixement literari a Occident en aquesta època.

### Aïllament d'Occident
Com a resultat de la conquesta otomana de l'Imperi Romà d'Orient el 1453, i la caiguda de Constantinoble, tota la comunió ortodoxa dels Balcans i el Pròxim Orient va quedar de sobte aïllada d'Occident. Durant els següents 400 anys, estaria confinada dins d'un món islàmic hostil, amb el qual tenia poc en comú religiosament o culturalment. L'Església Ortodoxa Russa va ser l'única part de la comunió ortodoxa que va romandre fora del control de l'Imperi Otomà. És, en part, a causa d'aquest confinament geogràfic i intel·lectual que la veu de l'ortodòxia oriental no es va escoltar durant la Reforma a l'Europa del segle xvi. Com a resultat d'això, aquest debat teològic important sovint sembla estrany i distorsionat als ortodoxos. Ells mai no hi han participat i, per tant, ni la Reforma ni la Contrareforma formen part del seu marc teològic.

### Drets religiosos sota l'Imperi Otomà
El nou govern otomà que va sorgir de les cendres de la civilització romana d'Orient era ni primitiu ni bàrbar. Islam no només va reconèixer a Jesús com un gran profeta, però tolerada cristians com una altra Gent del Llibre. Com a tal, l'Església no es va extingir ni la seva organització canònica i jeràrquica interromput significativament. La seva administració ha seguit funcionant. Una de les primeres coses que Mehmet el Conqueridor va fer fou permetre a l'Església que elegís un nou patriarca, Gennadi II de Constantinoble. La Hagia Sophia i el Partenó, que havien estat esglésies cristianes durant gairebé un mil·lenni van ser, sens dubte, convertides en mesquites, però un gran nombre d'altres esglésies, tant a Constantinoble com en altres llocs, van romandre en mans cristianes D'altra banda, crida l'atenció que la posició del patriarca i de la jerarquia es veiés considerablement reforçada i el seu poder augmentés. Ells van ser dotats amb el poder civil i eclesiàstic sobre tots els cristians en els territoris otomans. Com que el dret islàmic no fa cap distinció entre la nacionalitat i la religió, tots els cristians, independentment del seu idioma o nacionalitat, es consideraven un sol mill, o nació. El patriarca, com a jerarca de major rang, va ser investit per tant, amb l'autoritat civil i religiosa i va fer d'etnarca, el cap de tota la població cristiana ortodoxa. A la pràctica, això significa que totes les Esglésies ortodoxes en el territori otomà estaven sota el control de Constantinoble. Per tant, les fronteres d'autoritat i jurisdicció del patriarca es van ampliar enormement.
No obstant això, aquests drets i privilegis (vegeu Dhimmitud), inclosa la llibertat de culte i l'organització religiosa, es van establir sovint en principi, però poques vegades es corresponien amb la realitat. Els privilegis legals del patriarca i de l'Església depenien, de fet, del caprici i la misericòrdia del Sultà i la Sublim Porta, mentre que tots els cristians eren vistos com a poc més que ciutadans de segona classe. A més, la corrupció i la brutalitat turca no eren un mite. Aquest va ser l'"infidel" cristià que experimentà això més que qualsevol altra persona sens dubte. Tampoc van ser desconeguts en aquests segles els pogroms de cristians (vegeu relacions grecoturques). Fou també devastador per a l'Església el fet de no poder donar testimoni de Crist. El treball missioner entre els musulmans era perillós i impossible de fet, mentre que la conversió a l'islam era totalment legal i permesa. Els conversos a l'islam que va tornar a l'ortodòxia van ser condemnats a mort com a apòstates. No es van poder construir noves esglésies i fins i tot el so de les campanes de l'església estava prohibit. L'educació del clergat i la població cristiana va cessar del tot o es va reduir als elements més rudimentaris.

### La corrupció
L'Església Ortodoxa es va veure subjecta al sistema turc de la corrupció. El tron patriarcal va ser venut amb freqüència al millor postor, mentre que la nova investidura patriarcal va estar acompanyada per pesats pagaments al govern. Per tal de recuperar les seves pèrdues, els patriarques i bisbes gravaren les parròquies locals i els seus clergues. Tampoc el tron patriarcal era sempre segur. Pocs patriarques entre els segles XV i XIX van morir de mort natural durant el seu mandat. Les abdicacions forçades, exilis, penjaments, ofegaments i enverinaments dels patriarques estan ben documentats. No obstant això, si bé la posició del patriarca era precària, també ho era la de la jerarquia. El penjament de patriarca Gregori V de Constantinoble a la porta del patriarcat el Diumenge de Pasqua del 1821 va ser acompanyat per l'execució de dos metropolitans i dotze bisbes.

## Baixa Edat Mitjana i principis del Renaixement (1300-1520)

### Papat d'Avinyó (1309-1378)
El Papat d'Avinyó, de vegades referit com la captivitat de Babilònia, va ser un període entre 1309-1378 durant el qual set Papes residiren a Avinyó, en l'actual França. El període va ser una font de conflictes i controvèrsies durant el qual els reis de França van mantenir un considerable control sobre el papat. Els problemes van assolir el seu punt màxim el 1378, quan el Papa Gregori XI va morir durant la seva visita a Roma. Es va reunir un conclave papal i va elegir Urbà VI, un italià. Urbà aviat va alienar els cardenals francesos, i aquests van celebrar un segon conclave on s'elegí Robert de Ginebra per succeir Gregori XI, amb la qual cosa va començar el Cisma d'Occident.

### Cisma d'Occident (1378-1416)
El Cisma d'Occident, o cisma papal, va ser un llarg període de crisi en la cristiandat llatina del 1378 al 1416, quan hi hagué dos o més demandants a la Seu de Roma i es plantejava un conflicte relacionat amb el titular legítim del papat. El conflicte era, de fet, polític, i no doctrinal.
En 1309, el Papa Climent V, a causa de consideracions polítiques, es va traslladar a Avinyó, al sud de França i va exercir el seu pontificat allà. Durant seixanta-nou anys els papes van residir a Avinyó en comptes de Roma. Això no era només una font òbvia de confusió, sinó d'animositat política, atès que el prestigi i la influència de la ciutat de Roma es va esvair sense un pontífex resident. Si bé el Papa Gregori XI, un francès, va tornar a Roma el 1378, la lluita entre les faccions italianes i franceses es van intensificar, sobretot arran de la seva posterior mort. El 1378 el conclave va triar un italià de Nàpols, el Papa Urbà VI. La seva intransigència en el càrrec aviat va alienar als cardenals francesos, que es van retirar a un conclave propi, mentre afirmaven que l'elecció anterior no era vàlida, ja que la seva decisió havia estat presa sota la pressió d'una torba desenfrenada. Van triar a un dels seus, Robert de Ginebra, que va prendre el nom de Climent VII En 1379, estava de tornada al palau dels Papes a Avinyó, mentre que Urbà VI romania a Roma.
Durant gairebé quaranta anys, hi hagué dues cúries papals i dos grups de cardenals; cada elecció d'un nou Papa d'Avinyó o Roma quan moria creava una vacant. Cada papa va buscar suport entre els reis i prínceps, els quals jugaven uns contra els altres, i canviaven d'aliança segons conveniències polítiques. En 1409, es va reunir un concili a Pisa per resoldre el problema. El Concili va declarar que ambdós papes existents eren cismàtics (Gregori XII de Roma, Benet XIII d'Avinyó) i va nomenar-ne un de nou, Alexandre V. Però els papes existents es va negar a renunciar i, per tant, hi hagué tres reclamants papals. Es va convocar un altre concili el 1414, l'anomenat Concili de Constança El març de 1415, el Papa de Pisa, Joan XXIII, va fugir de Constança amb una disfressa, però va ser portat de tornada com a presoner i destituït al maig. El papa romà Gregori XII va renunciar voluntàriament al juliol. El Papa d'Avinyó, Benet XIII, es va negar a arribar a Constança, i no volia considerar la renúncia. Finalment, el Concili el va deposar el juliol de 1417. El concili de Constança, havent finalment aclarit el camp dels papes i antipapes, elegí Martí V com a Papa al novembre.

### John Wycliffe i Jan Hus

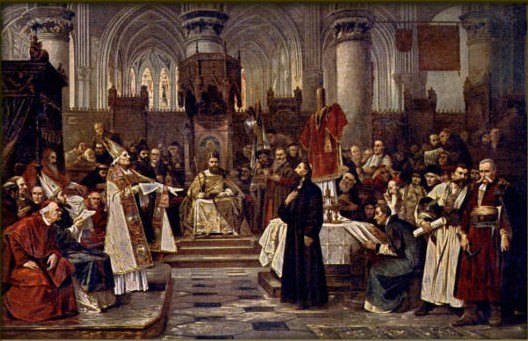
Pintura de Jan Hus al Concili de Constança per Václav Brožík

John Wycliffe (o Wyclif) (1330-1384) va ser un erudit i heretge anglès, més conegut per denunciar la corrupció de l'Església, i pel seu patrocini de la primera traducció de la Bíblia del llatí a l'anglès. Va ser un precursor de la Reforma Protestant. Va posar l'èmfasi en la supremacia de la Bíblia, i va demanar una relació directa entre l'home i Déu, sense interferència de sacerdots i bisbes. Els seus seguidors, anomenats lolards, van fer frotn a la persecució de l'Església d'Anglaterra. Es va passar a la clandestinitat durant més d'un segle i van tenir un paper en la Reforma Anglesa.
Jan Hus (o Huss) (1369 -1415?) teòleg txec de Praga, va ser influït per Wycliffe i va parlar en contra de la corrupció que veia a l'Església, i el seu continu desafiament va conduir a la seva excomunió i condemna pel Concili de Constança, que també va condemnar John Wycliffe. Hus va ser executat el 1415, però els seus seguidors van organitzar una guerra camperola, 1419-1436, que va ser sufocada per l'imperi amb gran brutalitat. Hus va ser un precursor de la Reforma Protestant i la seva memòria ha esdevingut un poderós símbol de la cultura txeca a Bohèmia.

### Renaixement italià (c.1375-1520)

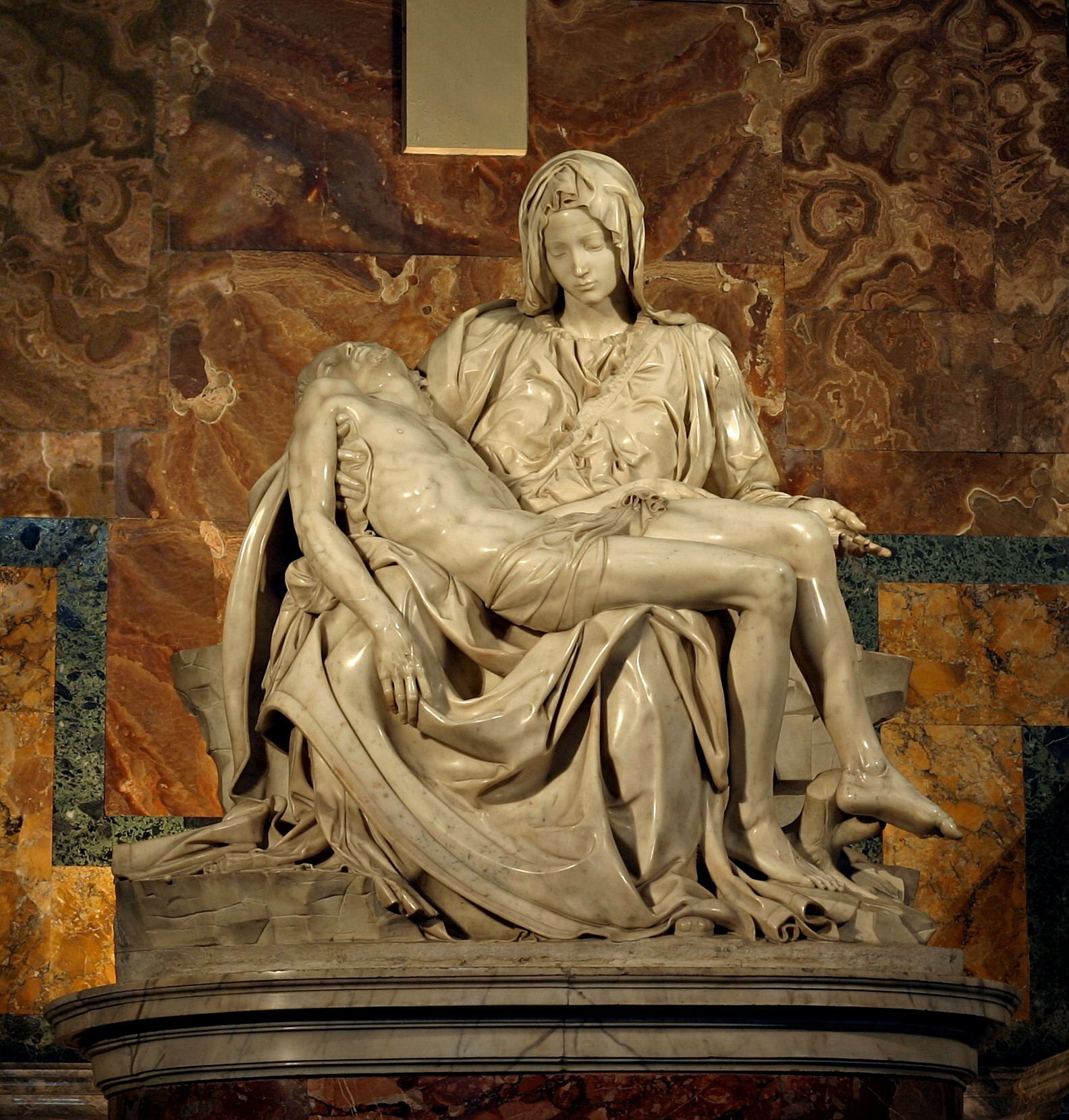
Pieta de Miquel Àngel a la Basílica de Sant Pere, Ciutat del Vaticà

El Renaixement va ser un període de grans canvis culturals i els èxits, marcat a Itàlia per una orientació clàssica i un augment de la riquesa mitjançant el comerç mercantil. La ciutat de Roma, el papat i els Estats Pontificis es van veure afectats pel Renaixement. D'una banda, va ser un moment de gran mecenatge artístic i magnificència arquitectònica, on l'Església atorgà indulgències a artistes com Miquel Àngel, Brunelleschi, Bramante, Rafael, Fra Angelico, Donatello i da Vinci. D'altra banda, sovint riques famílies italianes s'asseguraren els càrrecs episcopals, incloent-hi el papat, per als seus propis membres, alguns dels quals eren coneguts per la seva immoralitat, com Alexandre VI i Sixt IV.
A més de ser el cap de l'Església, el Papa va esdevenir un dels més importants governants seculars d'Itàlia, i pontífexs, com Juli II sovint endegaren campanyes per protegir i expandir els seus dominis temporals. D'altra banda, els papes, en un esperit de competència refinat amb altres senyors italians, van gastar profusament tant en luxes privats, com també en obres públiques, construcció o reparació d'esglésies, ponts i un magnífic sistema d'aqüeductes de Roma que encara avui funciona. Des de 1505 al 1626, la Basílica de Sant Pere del Vaticà, potser l'església cristiana més reconeguda, va ser construït en l'emplaçament de l'antiga basílica constantiniana. Va ser també una època de major contacte amb la cultura grega, l'obertura de noves vies d'aprenentatge, especialment en els camps de la filosofia, la poesia, clàssics, retòrica i ciència política, amb el foment d'un esperit d'humanisme, la qual cosa influiria en l'Església.

## Reforma i Contrareforma

### Reforma Protestant (1521-1610)
Al segle xvi, els moviments van ser iniciats per dos teòlegs, Martí Luter i Huldrych Zwingli; el seu objectiu era reformar l'Església, però aquests reformistes es diferencien dels anteriors en què segons ells l'arrel de la corrupció és doctrinal (en comptes d'una qüestió de debilitat moral o manca de disciplina eclesiàstica) i, per tant, l'objectiu que tenen és de canviar les doctrines contemporànies d'acord amb el que ells percebien com el "veritable evangeli". La paraula protestant es deriva del llatí Protestatio sentit, declaració que es refereix a la carta de protesta dels prínceps luterans contra la decisió de la Dieta de Speyer de 1529, que va reafirmar l'edicte de la Dieta de Worms en contra de la Reforma. Des de llavors, el terme s'ha utilitzat en molts sentits diferents, però més aviat com un terme general que es refereix al cristianisme occidental que no està subjecte a l'autoritat papal El terme "protestant" no va ser utilitzat originalment pels líders de l'època de la Reforma, sinó que es van anomenar a si mateixos "evangèlics" i posaven l'accent en la tornada "al veritable evangeli (del grec Euangelion )."
El començament de la Reforma protestant s'identifica generalment amb Martí Luter i la publicació de les 95 Tesis a l'església de Wittenberg, Alemanya. Al principi era una protesta contra la corrupció, com ara la simonia, vacants episcopals, i la venda d'indulgències. La posició protestant, però, vindria a incorporar canvis doctrinals com ara la sola scriptura i la sola fide. Les tres tradicions més importants que sorgeixen directament de la Reforma Protestant són els luterans, reformats (calvinistes, presbiterians, etc.), i tradicions anglicanes, encara que aquest últim grup s'identifica com a "reformat" i "catòlic", i alguns subgrups rebutgen la classificació de "protestant".
La Reforma protestant es pot dividir en dos moviments diferents però simultanis, bàsicament, la Reforma Magisterial i la Reforma Radical. La Reforma Magisterial implicà l'aliança de certs professors de teologia (del llatí: magistri), com ara Luter, Zwingli, Calví, Cranmer, etc., amb magistrats laics que van col·laborar en la reforma de la cristiandat. Els reformadors radicals, a més de formar comunitats fora de la sanció estatal, empraren més sovint un canvi doctrinal més extrem, com el rebuig dels acords dels Concilis de Nicea i Calcedònia. Sovint, la divisió entre els reformadors magisterials i radical era tant o més violents que les hostilitats catòliques i protestants en general.
La Reforma protestant es va estendre gairebé íntegrament dins dels confins del nord d'Europa, però no pregué força en algunes zones del nord, com Irlanda i parts d'Alemanya. Amb tot, els reformadors magisterials van tenir més èxit i els seus canvis s'estengueren més que els dels reformadors radicals. La resposta catòlica a la Reforma protestant, que es coneix com a Contrareforma, o Reforma Catòlica, es va traduir en una reafirmació de les doctrines tradicionals i l'aparició de nous ordes religiosos dirigits tant a la reforma moral com a l'activitat missionera. La Contrareforma reconvertí aproximadament el 33% d'Europa del Nord al catolicisme i va iniciar les missions a Amèrica del Sud i Central, Àfrica, Àsia, i fins i tot la Xina i Japó. L'expansió protestant fora d'Europa es va produir en menor escala a través de la colonització d'Amèrica del Nord i zones d'Àfrica.

#### Martí Luter

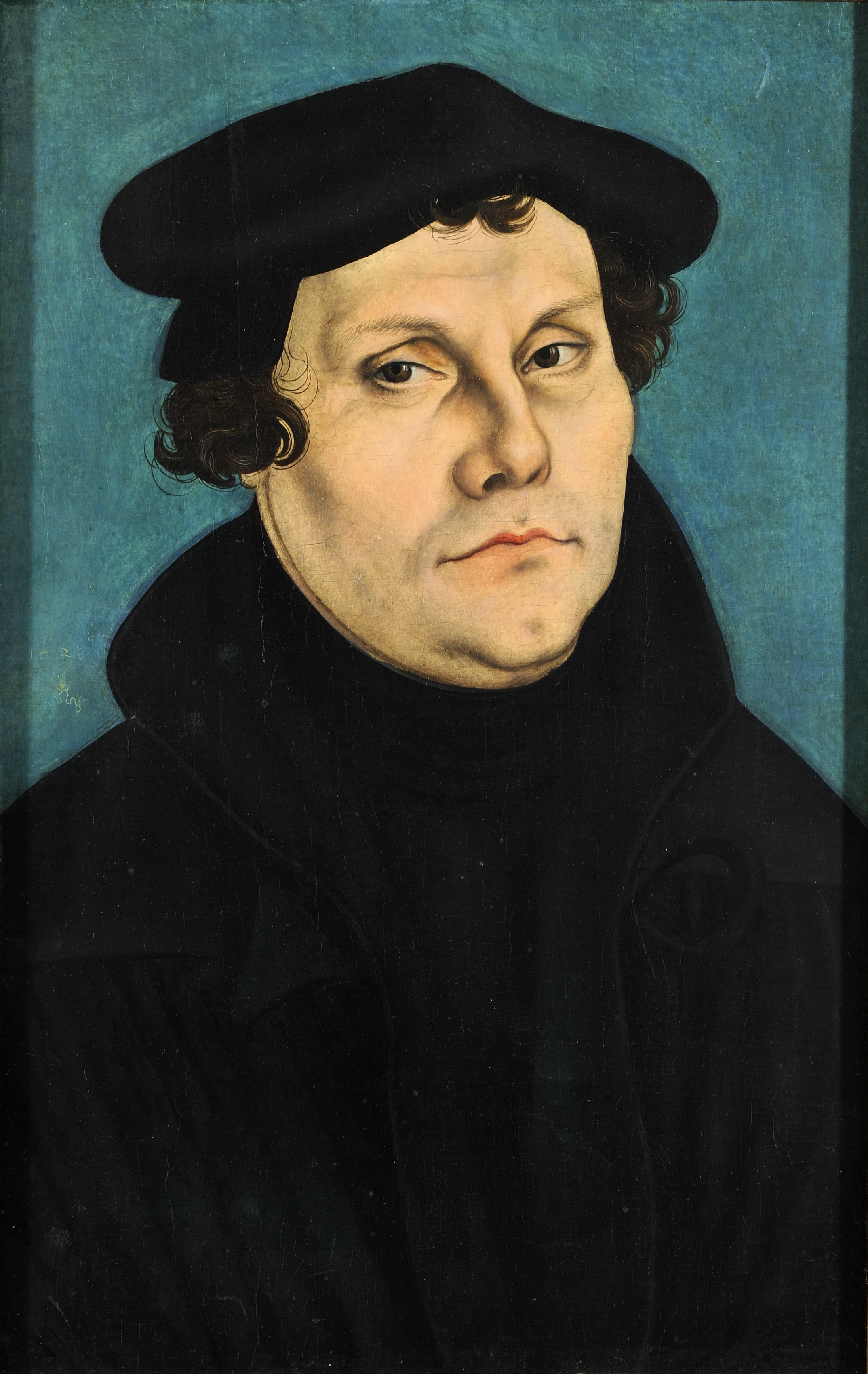
Martí Luter, per Lucas Cranach el Vell

Martí Luter va ser un frare agustí i professor de la Universitat de Halle En 1517, va publicar una llista de 95 Tesis o punts a debatre, sobre la il·licitud de la venda d'indulgències. Luter tenia un particular desdeny per la filosofia aristotèlica, i quan va començar a desenvolupar la seva pròpia teologia, que cada vegada més va entrar en conflicte amb estudiosos tomistes, sobretot el Cardenal Gaietà. Aviat, Luter va començar a desenvolupar la seva teologia de la justificació, o el procés pel qual algú "és bo" (just) als ulls de Déu. En la teologia catòlica, algú és bo per una progressiva infusió de gràcia acceptada per la fe i amb l'ajut de les bones obres. La doctrina luterana de la justificació diferia de la teologia catòlica de la justificació que més aviat vol dir "la declaració que algú és just", on Déu atribueix els mèrits de Crist en el qual roman sense mèrit inherent En aquest procés, les bones obres són més aviat un subproducte no essencial que no contribueixen en res al seu propi estat de la justícia. El conflicte entre Luter i els principals teòlegs va portar al seu rebuig gradual de l'autoritat de la jerarquia eclesiàstica. En 1520, va ser condemnat per heretgia per la butlla papal Exsurge Domine, que es va cremar a Wittenberg juntament amb els llibres de dret canònic.

#### Huldrych Zwingli

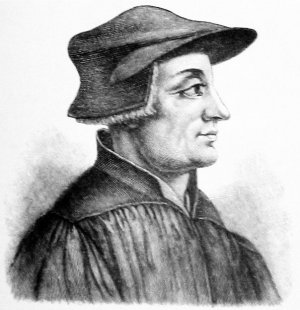
Huldrych Zwingli, amb bacinet d'erudit

Huldrych Zwingli era un erudit i rector suís, que fou també influent en els inicis de la Reforma protestant. Zwingli va afirmar que la seva teologia no hi havia res de Luter, i que l'havia desenvolupat el 1516, abans de la famosa protesta de Luter, encara que la seva doctrina de la justificació era molt similar a la del frare alemany. En 1518, a Zwingli se li va donar un lloc a la rica església col·legiata de Grossmünster a Zúric, on romandria fins a la seva mort a una edat relativament jove. Aviat aconseguí una certa prominència a la ciutat, i quan es va desenvolupar la tensió política entre bona part de Suïssa i el catòlic Emperador Habsburg Carles V. En aquest entorn, Zwingli començà a predicar la seva versió de la reforma, amb alguns punts com la doctrina de la justificació esmentada, però altres (amb les quals Luter estava vehementment en desacord), com ara la posició que la veneració de les icones en realitat constituïen idolatria i, per tant, una violació del primer manament i la negació de la presència real a l'Eucaristia. Ben aviat el consell de la ciutat acceptà les doctrines de Zwingli i Zuric va esdevenir un punt focal dels moviments reformistes més radicals, i certs admiradors iseguidors de Zwingli empenyeren el seu missatge i reformes molt més lluny del que havia previst, com ara el rebuig del baptisme infantil. Aquesta divisió entre Luter i Zwingli formà l'essència de la divisió entre protestants luterans i la teologia reformada. Mentrestant, les tensions polítiques van augmentar, Zwingli i el lideratge de Zuric van imposar un bloqueig econòmic a l'interior dels Estats catòlics de Suïssa, que va donar lloc a una batalla en què Zwingli fou mort juntament amb les seves tropes.

#### Joan Calví
Joan Calví va ser un clergue francès i mestre de la Llei que es va tornar reformador protestant. Pertanyia a la segona generació de la Reforma. Va publicar el seu tom teològic, La institució de la religió cristiana, en 1536 (posteriorment revisat), i s'establí a si mateix com un líder de l'Església Reformada a Ginebra, que va esdevenir un "capital no oficial" del cristianisme reformat a la segona meitat del segle xvi. Va exercir un notable grau d'autoritat a la ciutat i al consell de la ciutat, de manera que ha estat anomenat (i no pas ignominiosament) un "papa protestant". Calví va establir un consell d'ancians, juntament amb un "consistori", on els pastors i els ancians establiren matèries de disciplina religiosa per a la població ginebrina. Calví és ben conegut per la seva doctrina de (doble) predestinació, que sostenia que Déu tenia, des de tota l'eternitat, providencialment predestinat qui seria salvat (els elegits) i de la mateixa manera qui seria maleït (els reprovats). La predestinació no era la idea dominant en les obres de Calví, però aparentment va ser així per a molts dels seus successors reformats.

#### Reforma anglesa

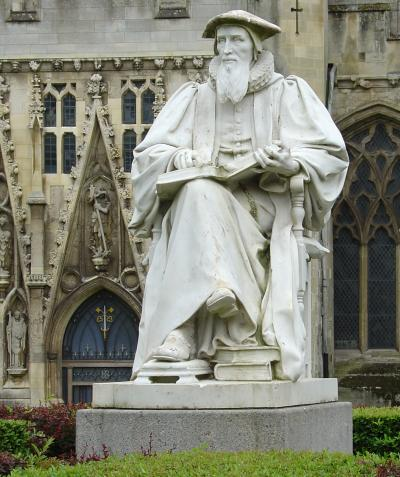
Estàtua de Richard Hooker, l'emfasi del qual en la raó, la tolerància i la inclusió van influenciar en l'anglicanisme

A diferència d'altres moviments de reforma, la Reforma anglicana va començar per influència reial. Enric VIII es considera a si mateix un rei completament catòlic, i el 1521 va defensar el papat contra Luter en un llibre que va encarregar titulat, La Defensa dels set sagraments, raó per la qual el Papa Lleó X li va atorgar el títol de Defensor fidei (Defensor de la Fe). No obstant això, el rei va entrar en conflicte amb el papat quan va voler anul·lar el seu matrimoni amb Caterina d'Aragó, per a la qual cosa necessitava sanció papal. Caterina, entre moltes altres nobles relacions, era la tia de l'Emperador Carles V, el partidari secular més important del papat. La disputa que va tenir lloc a continuació va conduir a un trencament amb Roma i a la declaració del rei d'Anglaterra com a cap de l'església anglicana. Anglaterra més tard va experimentar períodes de reformes frenètiques i eclèctiques, contrastats per períodes dirigits per conservadors acèrrims. Reis com Eduard VI, Maria I, Elisabet I i Arquebisbes de Canterbury com Thomas Cranmer i William Laud va empènyer a l'Església d'Anglaterra en moltes direccions al llarg de només unes poques generacions. El que va sorgir va ser una Església d'Estat que considerava alhora "reformada" i "catòlica", però no "romana" (i va vacil·lar en el títol "protestant"), i altres moviments "no oficials" més radicals, com els puritans.

### Contrareforma (1545-1610)
La Contrareforma o Reforma Catòlica, va ser la resposta de l'Església catòlica a la Reforma protestant. L'essència de la Contrareforma, era una convicció renovada en les pràctiques tradicionals i la defensa de la doctrina catòlica com la font de la reforma eclesiàstica i moral, i la resposta per aturar la propagació del protestantisme. Mercès a això es va experimentar la fundació de nous ordes religiosos, com la Companyia de Jesús, l'establiment de seminaris per a l'adequada formació dels sacerdots, una renovada activitat missionera a tot el món, i el desenvolupament de noves i ja ortodoxes formes d'espiritualitat, com la dels místics espanyols i l'escola francesa d'espiritualitat. Tot el procés va ser encapçalat pel Concili de Trento, que va aclarir i va reafirmar la doctrina, va emetre les definicions dogmàtiques, i va produir el Catecisme Romà.
Si bé a Irlanda, Espanya, França, i en altres llocs, la Contrareforma apareix de manera significativa, el seu cor va ser Itàlia, i els diversos papes de l'època, que va establir l'Index Librorum Prohibitorum (la llista de llibres prohibits) i la Inquisició romana, un sistema de tribunals jurídics que jutjava delictes d'heretgia i afins. El papat de Pius V (1566-1572) va ser conegut no només pel seu enfocament sobre l'aturada de l'heretgia i els abusos d'aquest món dins de l'Església, sinó també pel seu enfocament en la millora de la pietat popular en un esforç decidit per frenar l'apel·lació del protestantisme. Pius va començar el seu pontificat donant grans almoines als pobres, a la caritat, i als hospitals, i el pontífex era conegut per consolar els pobres i malalts, i el seu suport als missioners. Les activitats d'aquests pontífexs van coincidir amb el redescobriment de les antigues catacumbes cristianes de Roma. En Diarmaid MacCulloch va declarar: "Així com aquests màrtirs antics van ser revelats una vegada més, els catòlics estaven començant a patir el martiri de nou, tant en camps de missió a l'estranger i en la lluita per reconquistar l'Europa protestant del nord: les catacumbes demostraren ser una inspiració per a molts a l'acció i l'heroisme."

#### El Concili de Trento

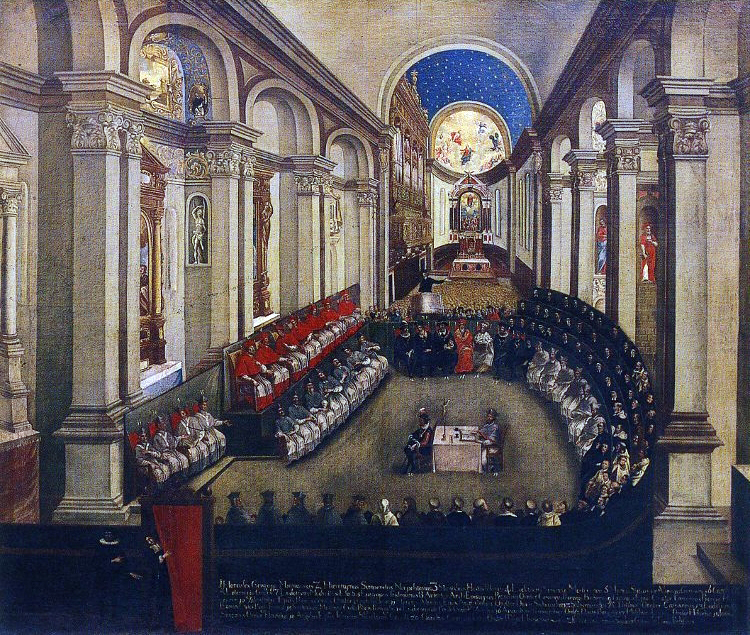
El Concili a l'Església de Santa Maria Maggiore; Museo Diocesiano Tridentino, Trento

El Concili de Trento (1545-1563), iniciat per Papa Pau III (1534-1549) va tractar qüestions de certes corrupcions eclesiàstiques com ara la simonia, l'absentisme, el nepotisme, i altres abusos, així com la reafirmació de les pràctiques tradicionals i l'articulació dogmàtica de la doctrina tradicional de l'Església, com ara l'estructura episcopal, el celibat clerical, els Set Sagraments, la transsubstanciació (la creença que durant la missa el pa i el vi consagrats s'han convertit realment en el cos i la sang de Crist), la veneració de les relíquies, les icones i els sants (especialment la Mare de Déu), la necessitat de la fe i les bones obres per a la salvació, l'existència del Purgatori i l'emissió (però no la venda) de les indulgències, etc. És a dir, totes les objeccions doctrinals protestans i els canvis van ser rebutjats sense concessions. El Concili també va fomentar l'interès en l'educació per als rectors per tal d'augmentar la cura pastoral. L'arquebisbe de Milà Carles Borromeo (1538-1584) va donar exemple en visitar les zones més remotes parròquies i inculcar-hi un alt nivell.

#### Missions catòliques
Les missions catòliques es van dur a nous llocs nous amb el començament de la nova Era de l'exploració i l'Església Catòlica Romana, va establir un nombre de missions a les Amèriques i en altres colònies per tal per difondre el cristianisme en el Nou Món i per convertir els indígenes. Alhora, els missioners com Francesc Xavier, així com altres jesuïtes, agustins, franciscans i dominicans es desplaçaren a Àsia i l'Extrem Orient. Els portuguesos van enviar missions a Àfrica. Si bé algunes d'aquestes missions es van relacionar amb l'imperialisme i l'opressió, altres (en particular la missió jesuïta de Matteo Ricci a la Xina) van ser relativament pacífiques i es va centrar en la integració en comptes de l'imperialisme cultural.

## Església i la Il·lustració (1610-1800)

### Judici de Galileu

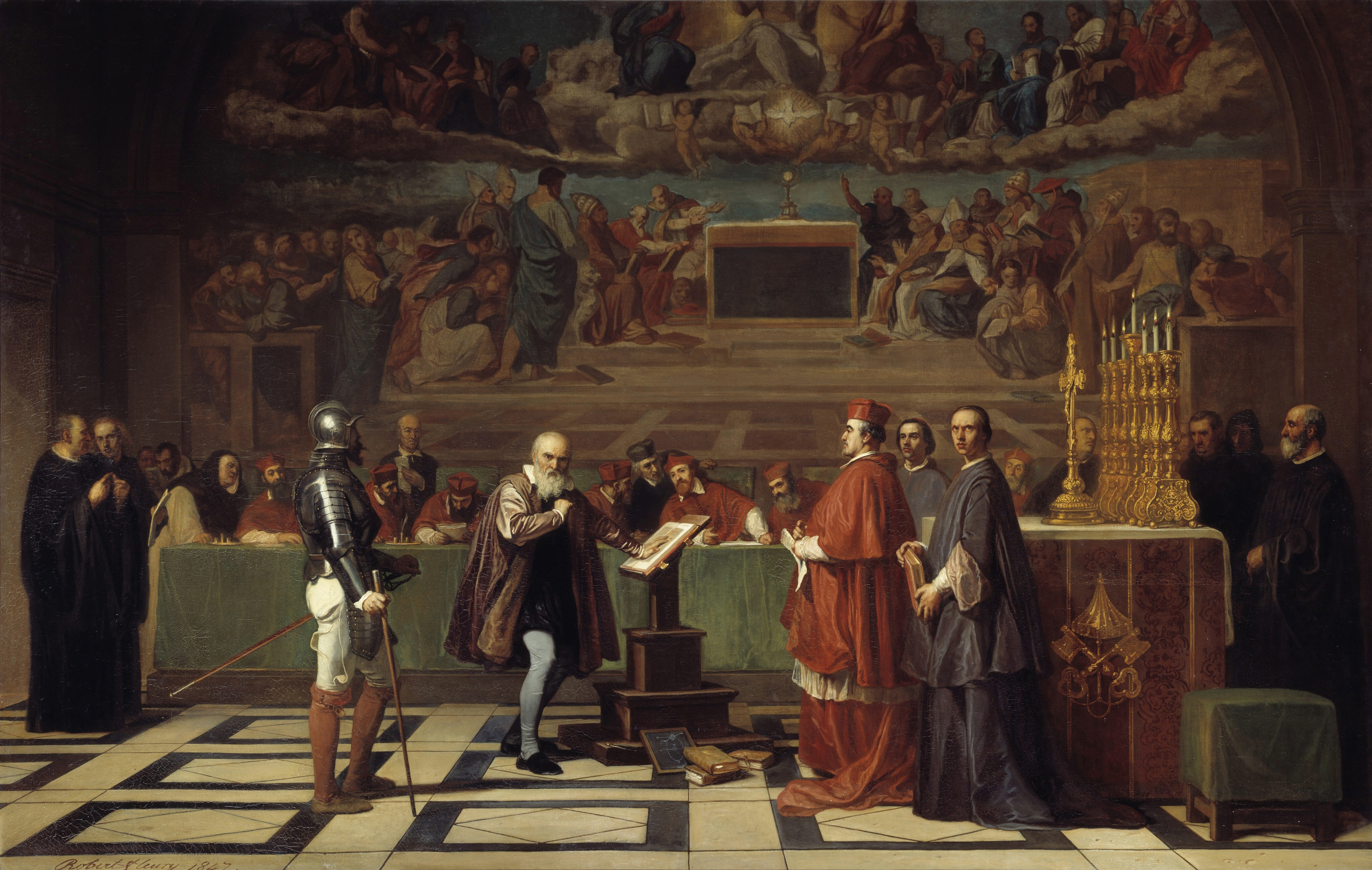
Galileu davant el Sant Ofici, una pintura del de Joseph-Nicolas Robert-Fleury

El procés de Galileu, en el qual Galileo Galilei va entrar en conflicte amb l'Església Catòlica Romana pel seu suport a l'astronomia copernicana, és sovint considerat un moment decisiu en la història de la relació entre ciència i religió.
El 1610, Galileu va publicar el seu Sidereus Nuncius (Missatger sideral), que descriu les sorprenents observacions que havia fet amb el nou telescopi. Aquests i altres descobriments plantejaven grans dificultats amb la comprensió que sobre el Cel s'havia mantingut des de l'antiguitat, i va produir un renovat interès en els ensenyaments radicals, com l'heliocèntrica teoria de Copèrnic.
Com a reacció, molts estudiosos sostingueren que el moviment de la Terra i la immobilitat del Sol eren herètics, ja que contradiuen alguns relats que figuren en la Bíblia tal com s'entenia en aquell moment. Les opinions de Galileu en les controvèrsies sobre teologia, astronomia i filosofia van culminar en el seu judici i condemna el 1633, amb una sospita greu d'heretgia.

### Puritans a Amèrica del Nord
La colonització més famosa realitzada pels protestants en el Nou Món va ser la dels puritans anglesos a Amèrica del Nord. A diferència dels espanyols o francesos, els colons anglesos van fer molt poc esforç per evangelitzar als pobles originaris. Els puritans, o pelegrins, va sortir d'Anglaterra per poder viure en una zona on el puritanisme s'establís com la religió cívica exclusiva. Tot i que havien sortit d'Anglaterra a causa de la supressió de la pràctica religiosa, la majoria dels puritans s'havien establert originàriment als Països Baixos, però allà van trobar el llibertinatge, perquè l'Estat dubtava de l'aplicació de la pràctica religiosa, la qual cosa els va semblar inacceptable, i així es van establir al Nou Món amb l'esperança d'una utopia puritana.

### Revolució francesa
La Revolució Francesa planteja la qüestió de la relació entre l'Estat i l'Església als països catòlics.
Arran de gal·licanisme, l'Assemblea Constituent francesa del 1789 va adoptar un conjunt de mesures que transformaren radicalment les estructures religioses a França:
- Es van abolir el febrer de 1790 els vots monàstics i es van suprimir de fet els ordes i congregacions religioses.
- S'adoptà el 12 de juliol del 1790 la Constitució civil del clergat que subordina l'Església a l'Estat, col·loca les diòcesis corresponents als departaments, i els sacerdots i bisbes elegits.

La propietat del clergat també es va confiscar. Això donà lloc a un cisma entre l'Església "oficial" des del punt de vista de la Revolució (és a dir "juramentada") i els membres del clergat que es van mantenir lleials al Papa (els capellans "refractaris"). El novembre del 1791, es va votar un decret contra els capellans refractaris. Després d'alguns anys de persecució pura i simple de la religió, Napoleó Bonaparte negocià amb el papa el Concordat del 1801, que més tard servirà de model en molts països. Aquest acord constitueix un esforç d'apaivagament i encara permet el papa de fer valer la seva autoritat sobre l'Església gal·licana.

## Despertar religiós (1720-1906)
L'expressió “despertar religiós” fa referència al despertar calvinista i metodista, anomenat Gran Despertar, a Amèrica del Nord, que va contemplar el desenvolupament de les esglésies evangèliques congregacionalista, presbiteriana, baptista, i la nova església metodista.

### Grans despertars
El Primer Gran Despertar va ser una onada d'entusiasme religiós entre els protestants a les colònies americanes c. 1730-1740, que posava l'accent en les virtuts tradicionals reformades de la divina predicació, la litúrgia rudimentària, i un profund sentiment de culpa personal i la redempció per Jesucrist. L'historiador Sidney E. Ahlstrom ho veia com a part d'una "gran commoció internacional protestant", que també va crear el pietisme a Alemanya, el moviment evangèlic i metodista a Anglaterra. Se centrava en la reactivació de l'espiritualitat de les congregacions establertes, i va afectar principalment l'església congregacional i presbiteriana, l'Església Reformada Neerlandesa, l'Església Alemanya Reformada, les esglésies baptista i metodista, mentre s'estenia també entre la població esclava. El Segon Gran Despertar (1800-1830s), a diferència del primer, es va centrar en els no creients i va tractar d'inculcar-los un sentit profund de la salvació personal com a experiència en reunions de despertar. També va provocar l'inici de grups com els mormons, el Moviment de Restauració i Moviment de la Santedat. El Tercer Gran Despertar va començar a partir de 1857 i va ser més notable perquè es va donar a tot el món, especialment en països de parla anglesa. El grup final que va emergir d'aquests "grans despertars" a Amèrica del Nord va ser el pentecostalisme, que tenia les seves arrels en l'Església Metodista, vesleyana, i el Moviment de la Santedat, i es va iniciar el 1906 a Azusa Street, a Los Angeles. El pentecostalisme més tard donaria lloc al moviment carismàtic.

### Restauracionisme
El restauracionisme es refereix a la creença que la forma més pura del cristianisme ha de ser restaurada utilitzant l'església primitiva. com un model, En molts casos, els grups restauracionistes creia que el cristianisme contemporani, en totes les seves formes, s'havia desviat del veritable cristianisme, original, que després va, tractar de "reconstruir", sovint amb el Llibre dels Fets com una "manual" de classes. Els restauracionistes no solen descriure's a si mateixos com a "reforma" d'una església cristiana que hagi existit de manera ininterrompuda des de l'època de Jesús, sinó com la restauració de l'Església que ells creuen que es va perdre en algun moment. "Restauracionisme" es fa servir sovint per descriure el Moviment de Restauració.
El terme "restauracionista" també es fa servir per descriure l'Església de Jesucrist dels Sants dels Darrers Dies (o "mormons") i els moviments dels Testimonis de Jehovà.

## Història Moderna (1848-present)
La història de l'Església en l'època contemporània abasta el període comprès entre les revolucions de 1848 fins als nostres dies.

### Moderna ortodòxia oriental

#### Església Ortodoxa Russa en l'Imperi Rus

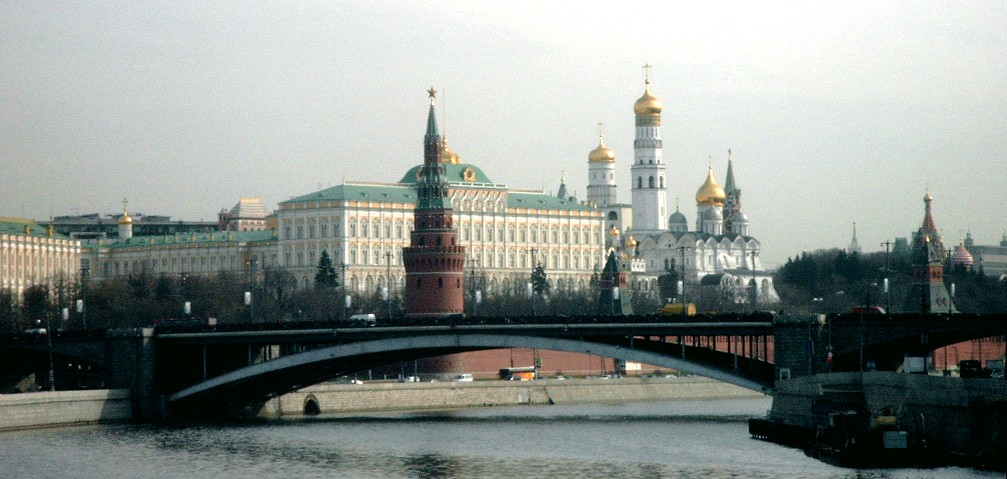
Esglésies del Kremlin de Moscou, tal com es veu des de Baltxug

L'Església Ortodoxa Russa tenia una posició privilegiada a l'Imperi Rus, expressada en el lema, ortodòxia, autocràcia, i nacionalitat, al tardà l'Imperi Rus. Alhora, es col·loca sota el control del tsar per la Reforma de l'Església de Pere el Gran al segle 18. El seu òrgan de govern és el Sínode santíssim, dirigit per un funcionari (anomenat procurador), designat pel mateix tsar.
L'església va estar involucrada en les diferents campanyes de russificació, i fou acusada de participació en els pogroms antijueus. En el cas de la lluita contra l'antisemitisme i els pogroms contra els jueus, no hi ha evidència de la participació directa de l'església, i molts clergues ortodoxos russos, entre ells alts jerarques, va defensar obertament els jueus perseguits, almenys des de la segona meitat del segle xix. A més, l'Església no té una posició oficial sobre el judaisme com a tal.
L'Església, com l'Estat tsarista era vista com un enemic del poble pels bolxevics i altres revolucionaris russos.

#### Església Ortodoxa Russa a la Unió Soviètica
L'Església Ortodoxa Russa va col·laborar amb l'Exèrcit Blanc en la Guerra Civil Russa després de la Revolució d'Octubre. Això pot haver enfortit encara més l'ànim dels bolxevics contra l'església. Segons Lenin, el règim comunista no pot romandre neutral en la qüestió de la religió, sinó que ha de demostrar ser despietat cap a ella. No hi havia lloc per a l'església en la societat sense classes de Lenin.
Abans i després de la Revolució d'Octubre, del 7 de novembre de 1917 (25 octubre Calendari Antic) hi va haver un moviment dins de la Unió Soviètica per unir tots els pobles del món sota el règim comunista (vegeu III Internacional). Això incloïa els països d'Europa del bloc de l'Est bloc, així com els països balcànics. Alguns d'aquests estats eslaus van lligar la seva herència ètnica a les seves esglésies ètniques. L'ateisme estava estrictament prohibit i de vegades donava lloc a penes de presó.
La Unió Soviètica va ser el primer estat a tenir com a objectiu l'eliminació ideològica de la religió. Amb aquesta finalitat, el règim comunista va confiscar propietats de l'església, va ridiculitzar la religió, va assetjar els creients i va propagar propaganda antireligiosa atea a les escoles. Les accions cap a les religions particulars, però, van ser determinades pels interessos de l'Estat i les religions més organitzades mai no van ser proscrites.
Algunes accions contra sacerdots i creients ortodoxos juntament amb l'execució incloïen la tortura i l'enviament a camps de presoners, camps de treball o hospitals mentals.
El resultat de l'ateisme d'estat fou la transformació de l'Església en una Església perseguida i martiritzada. En els primers cinc anys després de la revolució bolxevic, 28 bisbes i 1.200 sacerdots van ser executats Entre aquesta gent hi havia la Gran Duquessa Elisabet Feodorovna, que es trobava en aquell moment en un orde monàstic. Amb ella, també foren assassinats el Gran Duc Serguei Mikhàilovitx Romanov, els Prínceps Ioann Konstantínovitx, Konstantín Konstantínovitx, Ígor Konstantínovitx i Vladímir Paléi; el secretari Gran Duc Sergei, Fiódor Remez, i Varvara Iàkovleva, una germana del convent de la Gran Duquessa Elisabet, van ser conduïts al bosc, empesos a una mina abandonada i després es van llançar granades a la mina. Les seves restes van ser enterrades a Jerusalem, a l'Església de Maria Magdalena.

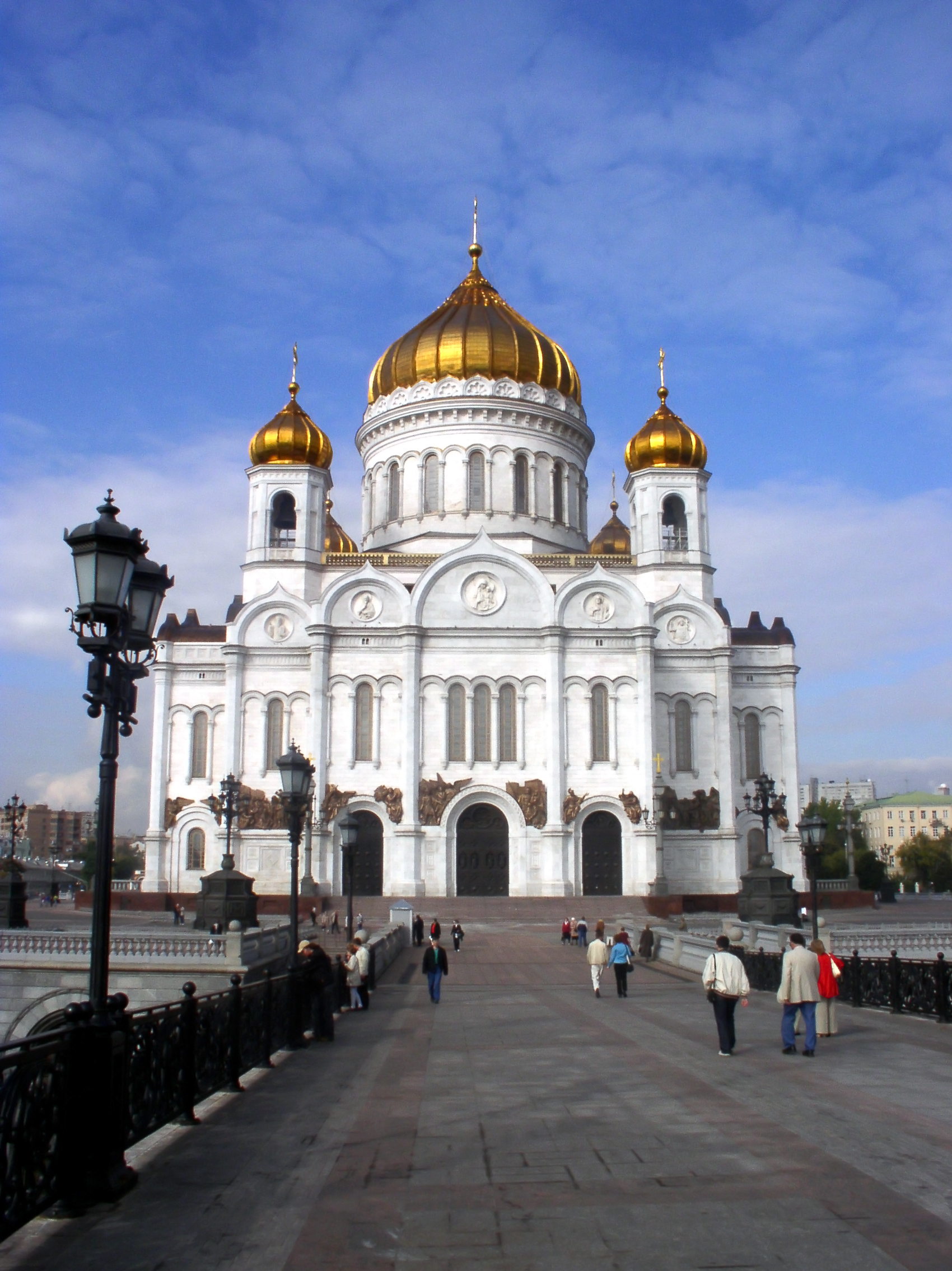
Catedral del Crist Salvador després de la seva reconstrucció

L'objectiu principal de la campanya antireligiosa en les dècades de 1920 i 1930 era l'Església Ortodoxa Russa, que comptava amb el nombre més gran de fidels. Gairebé tot el seu clergat, i molts dels seus creients, van ser afusellats o enviats a camps de treball. Les escoles teològiques foren tancades, i publicacions de l'església van ser prohibides. En el període comprès entre 1927 i 1940, el nombre d'esglésies ortodoxes a la república russa es va reduir de 29.584 a menys de 500. Entre 1917 i 1940, 130.000 sacerdots ortodoxos van ser detinguts. El Pare Pavel Florenski va ser un dels neomàrtirs d'aquest període en particular.
Després de l'atac de l'Alemanya nazi a la Unió Soviètica el 1941, Ióssif Stalin va restablir l'Església Ortodoxa Russa per intensificar el suport patriòtic per l'esforç de guerra. El 1957 prop de 22.000 esglésies ortodoxes russes havien esdevingut actives. Però el 1959, Nikita Khrusxov va iniciar la seva pròpia campanya contra l'Església Ortodoxa Russa i va obligar a tancar prop de 12.000 esglésies. El 1985 menys de 7.000 esglésies romanien actives.
A la Unió Soviètica, a més de la clausura metòdica i la destrucció d'esglésies, la tasca caritativa i social que abans es feia per les autoritats eclesiàstiques va ser adquirida per l'Estat. Igual que amb tota propietat privada, les propietats de l'Església van ser confiscades per a ús públic. Els pocs llocs de culte deixats a l'Església eren considerats legalment com a propietat de l'Estat que el govern permetia posseir a l'església per al seu ús. Després de l'arribada dels fons estatals d'educació universal, l'Església no se li va permetre dur a terme activitats educatives, d'instrucció per als nens. Per als adults, només estava permesa la formació per a les professions relacionades amb l'església. Fora dels sermons durant la celebració de la litúrgia divina no es podia instruir o evangelitzar als fidels o a jovent. La catequesi, les escoles religioses, els grups d'estudi, les escoles dominicals i les publicacions religioses eren il·legals i o prohibides. Aquesta persecució va continuar, fins i tot després de la mort de Stalin fins a la dissolució de la Unió Soviètica el 1991. Això va provocar que molts escrits religiosos es distribuïssin com a literatura il·legal o samizdat.
Des de la caiguda de la Unió Soviètica, hi ha hagut molts neomàrtirs afegits com a sants per causa del jou.

#### Diàspora i emigració a Occident
Una de les novetats més xocants de l'ortodòxia històrica moderna és la dispersió dels cristians ortodoxos a Occident. L'emigració des de Grècia i el Pròxim Orient en els últims cent anys ha generat una diàspora ortodoxa important a Europa Occidental, Amèrica del Nord i del Sud i Austràlia. A més, la revolució bolxevic va obligar a milers d'exiliats russos a marxar cap a l'oest. Com a resultat, les fronteres tradicionals Ortodòxia han estat profundament modificdest. Milions d'ortodoxos ja no són geogràficament "orientals", ja que viuen de forma permanent en els seus països recentment adoptats a l'oest. Tanmateix, segueixen sent ortodoxos orientals en la seva fe i pràctica.

#### El cristianisme durant el nazisme
La posició dels cristians afectats pel nazisme és molt complexa.
Quant a la matèria, l'historiador Derek Holmes va escriure: "No hi ha dubte que els districtes catòlics, resistiren la temptació del Nacional Socialisme [el nazisme] molt millor que els protestants." El Papa Pius XI va declarar -.Mit brennender Sorge - que els governs feixistes havien amagat "intencions paganes" i va expressar la incompatibilitat de la posició catòlica i el totalitari Culte d'Estat feixista, que col·loca a la nació per sobre de Déu i els drets humans fonamentals i la dignitat. La seva declaració que "Espiritualment, [els cristians] són tots els semites" va portar els nazis a atorgar-li el títol de "Gran Rabí del món cristià".
Els sacerdots catòlics van ser executats en els camps de concentració al costat de jueus, per exemple, 2.600 sacerdots catòlics van ser empresonats a Dachau, i 2.000 d'ells van ser executats. A més, 2.700 sacerdots polonesos van ser executats (una quarta part de tots els sacerdots polonesos), i 5.350 monges poloneses van ser desplaçades o bé, empresonaes o executats Molts catòlics laics i clergues van jugar papers notables per refugiar jueus en l'Holocaust, incloent-hi el Papa Pius XII (1876-1958). El rabí en cap de Roma es va convertir al catolicisme el 1945 i, en honor de les accions que el Papa va endegar per salvar vides jueves, va prendre el nom d'Eugeni (nom del papa). Un ex cònsol israelià a Itàlia afirmà: "L'Església Catòlica va salvar més vides jueves durant la guerra de totes les altres esglésies, institucions religioses i organitzacions de rescat juntes."
La relació entre el nazisme i el protestantisme, especialment l'Església Luterana Alemanya, va ser complexa. Si bé molts dels líders religiosos van ser complaents o còmplices dels nazis, alguns, com Dietrich Bonhoeffer (un pastor luterà) es van oposar fermament als nazis. Bonhoeffer va ser declarat culpable en la conspiració per assassinar Hitler i executat.

### Les tendències modernes en la teologia cristiana

#### Modernisme i cristianisme liberal
El cristianisme liberal, de vegades anomenat teologia liberal, és un terme general que abasta diversos moviments religiosos de tipus filosòfics, i estats d'ànim al crisitianisme de les darreries del segle xviii, XIX i XX. El mot "liberal" al cristianisme liberal no es refereix a una agenda política esquerrana o conjunt de creences, sinó més aviat a la llibertat del procés dialètic associat amb la filosofia continental i altres paradigmes filosòfics i religiosos desenvolupats durant la Il·lustració.

#### Fontamentalisme
El fonamentalisme cristià és un moviment que sorgeix principalment dins del protestantisme britànic i estatunidenc, a la fi del segle xix i principis del segle xx com a reacció a la teologia liberal i a alguns grups protestants liberals que negaven les doctrines considerades fonamentals per al cristianisme i tot i així es deien a si mateixos "cristians". Per tant, el fonamentalisme tractà de restablir els principis que no es poden negar sense renunciar a la identitat cristiana, "The Fundamentals": inerrància bíblica, Sola Scriptura, naixement virginal, la doctrina d'expiació substitutiva, la Resurrecció de Jesús corporal i l'imminent retorn de Jesucrist.

### Concili Vaticà II
L'11 d'octubre de 1962, el Papa Joan XXIII va inaugurar el Concili Vaticà II, el 21è Concili Ecumènic de l'Església Catòlica. El concili va ser "pastoral" en essència, destacà i aclarí el dogma ja definit, revisà les pràctiques litúrgiques, i proporcionà orientació per a l'articulació dels ensenyaments tradicionals de l'Església en l'època contemporània. El concili és més conegut, potser, per les seves instruccions que la missa se celebrés en llengua vernacla, així com en llatí.

### Teologia de l'alliberament
La teologia de l'alliberament és una reflexió teològica que va començar a Llatinoamèrica després del Concili Vaticà II i la Conferència de Medellín (Colòmbia, 1968). Els seus ideòlegs més destacats són els sacerdots Gustavo Gutiérrez Merino (peruà), qui el 1973 editaria el primer llibre sobre el tema Historia, Política y Salvación de una Teología de Liberación, i Leonardo Boff (brasiler). És la reacció de part de l'església catòlica d'Amèrica Llatina davant de la situació d'opressió i subdesenvolupament de la majoria de la seva població.

### Ecumenisme
L'ecumenisme es refereix en general als moviments entre grups cristians tendents a establir un cert grau d'unitat a través del diàleg. "Ecumenisme" es deriva del grec οἰκουμένη. "Unitat universal" (ecumene), que significa "la terra habitada", però més en sentit figurat és alguna cosa com "unitat universal". El moviment pot ser percebut dins dels moviments catòlics i protestants. En aquest últim es caracteritza per una eclesiologia redefinida de "denominacionalisme" (que l'Església Catòlica, entre d'altres, rebutja).

#### Ecumenisme catòlic
Durant el segle passat, es van produir un seguit de moviments per tal de reconciliar el cisma entre l'Església catòlica i les Esglésies ortodoxes orientals. Tot i que s'han realitzat progressos, les preocupacions sobre la primacia papal i la independència de les esglésies ortodoxes més petites ha bloquejat una resolució final del cisma.
El 30 de novembre de 1894, el Papa Lleó XIII va publicar la carta apostòlica  Orientalum Dignitas (Sobre les Esglésies d'Orient) on en salvaguardava la seva importància i la continuació de les tradicions orientals per a tota l'Església. El 7 de desembre de 1965, es va produir una declaració conjunta catòlico-ortodoxa entre Sa Santedat el Papa Pau VI i el Patriarca ecumènic Atenàgores I que va permetre l'aixecament de les excomunions recíproques de 1054.
Algunes de les qüestions més difícils en les relacions amb les antigues Esglésies orientals tenen a veure amb preocupacions doctrinals (és a dir, filioque, escolàstica, els fins funcionals de l'ascetisme, l'essència de Déu, hesicasme, Quarta Croada, l'establiment de l'Imperi Llatí, uniatisme per assenyalar-ne només alguns), així com qüestions pràctiques, com ara l'exercici concret de la pretensió de primacia papal i la forma de garantir que la unió eclesiàstica no significa mera absorció de les esglésies més petites pel component llatí de l'Església Catòlica molt més gran (és la denominació religiosa única més gran del món), i l'asfíxia o l'abandonament del seu propi ric patrimoni teològic, litúrgic i cultural.
Pel que fa a les relacions amb les comunitats catòliques protestants, es van establir algunes comissions per fomentar el diàleg i s'han elaborat documents destinats a identificar els punts de la unitat doctrinal, com la Declaració Conjunta sobre la Doctrina de la Justificació produïda amb la Federació Luterana Mundial el 1999.

### Moviment pentecostal
El Gran Despertar definitiu (1904 en endavant) té les seves arrels en el moviment de la santedat que s'havia desenvolupat a les darreries del segle xix 19C tarda. El moviment del despertar pentecostal començà per un desig de major poder i major vessament de l'Esperit. El 1902, els evangelistes nord-americans Reuben Archer Torrey i Charles M. Alexander va dur a terme reunions a Melbourne, Austràlia, que van tenir com a resultat més de 8.000 conversos. La notícia d'aquest renaixement va viatjar ràpid, i va encendre una passió per l'oració i l'expectativa que Déu hauria de manifestar-se de manera similar en altres llocs.
Torrey i Alexander estaven involucrats en els començaments del Gran Despertar de Gal·les (1904) que va portar a Jessie Penn-Lewis a contemplar l'obra de Satanàs, en temps del Despertar, i escriu el seu llibre "Guerra als Sants". El 1906, el moviment pentecostal modern va néixer al carrer Azusa (Azusa Street), a Los Angeles.
Un altre fet digne de menció en el cristianisme del segle xx va ser el sorgiment del moviment pentecostal modern. Si bé les seves arrels són anteriors a l'any 1900, el seu naixement real s'atribueix al segle xx. Sorgit d'arrels metodistes i wesleyanes, va néixer de les reunions en una missió urbana a Azusa Street a Los Angeles. Des d'allà es va estendre per tot el món, conduïda per aquells que havien experimentat el que ells creien ser moviments miraculosos de Déu allà. Aquestes manifestacions pentecostals han estat sempre presents al llarg de la història del cristianisme, tal com es veu en els dos Grans Despertars que es va iniciar als Estats Units. No obstant això, Azusa Street és àmpliament acceptat com la font del moviment pentecostal modern. El pentecostalisme, que al seu torn va engendrar el moviment carismàtic dins de les denominacions ja establertes, segueix sent una força important en el cristianisme occidental.
Com a reacció a aquests esdeveniments, el fonamentalisme cristià va ser un moviment que rebutjà les influències radicals de l'humanisme filosòfic, ja que això estava afectant la religió cristiana. Especialment dirigit als enfocaments crítics de la interpretació de la Bíblia, i tractant de bloquejar les incursions fetes a les seves esglésies per presumpcions científiques atees, els fonamentalistes van començar a aparèixer en diverses denominacions com a nombrosos moviments independents de resistència a la deriva lluny del cristianisme històric. Amb el temps, el moviment evangèlic fonamentalista s'ha dividit en dues branques principals, amb l'etiqueta "fonamentalista" per a una de les branques, mentre que evangèlic ha esdevingut el lema preferit del moviment més moderat. Encara que ambdós moviments es van originar principalment en el món de parla anglesa, la majoria dels evangèlics viuen en altres parts del món.

#### Ecumenisme dins del protestantisme
Els moviments ecumènics dins del protestantisme s'han centrat en la determinació d'una llista de doctrines i pràctiques essencials per l'ésser cristià i, per tant, l'extensió a tots els grups que compleixen aquests criteris bàsics (més o menys), d'un estatus de co-igualtat, potser amb el manteniment del mateix grup d'una posició de primus inter pares ("primer entre iguals"). Aquest procés va implicar una redefinició de la idea de "l'Església" de la teologia tradicional. Aquesta eclesiologia, conegut com a denominacionalisme, sosté que cada grup (que compleixi amb els criteris essencials de "ser cristià") és un subgrup de la més extensa "Església cristiana", en si un concepte purament abstracte que no té representació directa, és a dir, cap grup, o "denominació", diu ser "l'Església". Aquesta eclesiologia està en desacord amb altres grups que, efectivament, es consideren com "l'Església". Els "criteris essencials" de la creença general, consisteixen en la Trinitat, la creença que Jesucrist és l'única manera d'obtenir el perdó i la vida eterna, i que va morir i va ressuscitar corporalment.

## Polèmiques recents

### Abusos sexuals per capellans
El gener de 2002, les denúncies a sacerdots per abusar sexualment dels nens van trobar un ampli ressò als mitjans de comunicació. Es va fer evident que els funcionaris de les diverses diòcesis catòliques estaven al corrent d'alguns dels sacerdots abusadors, i els anaven canviant de parròquia en parròquia (de vegades després de sotmetre'ls a psicoteràpia), en alguns casos sense treure'ls de contacte amb nens. Un estudi de les deu diòcesis més importants dels Estats Units va trobar 234 sacerdots, d'un total de 25.616 en aquestes diòcesis, que havien tingut acusacions d'abús sexual contra ells en els últims 50 anys. L'informe no indica com molts d'ells havien estat provats en els tribunals.
Algunes d'aquestes reassignacions van ser atroces, i la pitjor va conduir a la renúncia del cardenal Bernard Francis Law de l'arxidiòcesi de Boston. Les víctimes d'aquests abusos presentaren demandes contra diverses diòcesis, la qual cosa va comportar el pagament d'indemnitzacions milionàries en alguns casos. Al·legacions similars d'abusos a Irlanda van conduir a la publicació de l'Informe Ferns el 2005, segons el qual no es van prendre les mesures adequades per a les acusacions rebudes.
En resposta, el juny de 2002, la Conferència Nord-americana de Bisbes Catòlics van iniciar estrictes noves directrius ("tolerància zero") per a la protecció dels infants i els joves en les institucions catòliques de tot el país. El Vaticà va revisar els seus criteris sobre l'ordenació sacerdotal i l'homosexualitat, perquè en la gran majoria dels casos els abusos s'havien produït per homes que abusaven d'adolescents homes (més del 90% de les víctimes d'abusos sexuals eren adolescents, més que no pas nenes o pre-púbers)

### Ordenació sacerdotal de les dones

#### Església Catòlica
L'Església Catòlica sempre ha exclòs les dones de l'ordenació sacerdotal i, per tant, les ha exclos de moltes de les decisions de l'església.
Com a resultat de l'acció del feminisme i altres moviments socials i polítics, que han eliminat les barreres a l'entrada de les dones en professions que eren bastions tradicionalment masculins, en l'últim quart del segle xx, moltes dones en uns quants països buscaven l'ordenació en el sacerdoci catòlic. L'Església està convençuda que no és lliure de canviar aquesta pràctica, que l'Església es remunta a Jesús mateix, i s'ha declarat tancada a debatre sobre la qüestió.
La posició catòlica (així com la dels ortodoxos i, possiblement, altres esglésies antigues), és que aquest ha estat el clar ensenyament de l'Església des del temps dels Apòstols. En la mesura en què el sacerdot actua "in persona Christi" (és a dir, en la persona de Crist) i Crist va prendre el cos d'un home, el sacerdot ha de ser home: "Només l'home batejat (vir) rep vàlidament la sagrada ordenació". El paràgraf 1577 del Catecisme de l'Església Catòlica afirma: "El Senyor Jesús va triar a homes (viri) per formar el col·legi dels dotze apòstols, i els apòstols van fer el mateix quan van triar als col·laboradors perquè tinguessin èxit en el seu ministeri. El col·legi dels bisbes, amb qui els preveres estan units en el sacerdoci, fa que el col·legi dels dotze sigui una realitat sempre present i sempre actiu, fins al retorn de Crist. L'Església es reconeix obligada a aquesta decisió pel Senyor mateix. Per això, l'ordenació de les dones no és possible "
El 22 de maig de 1994, el Papa Joan Pau II va publicar una carta apostòlica,Ordinatio Sacerdotalis (Sobre l'ordenació sacerdotal), que va reafirmar la posició tradicional, i va concloure:
Si bé la doctrina sobre l'ordenació sacerdotal, es troba reservada només als homes, i ha estat conservada per la Tradició constant i universal de l'Església, i ha estat ensenyada fermament pel Magisteri en els documents més recents, en l'actualitat, en alguns llocs, se la considera discutible, o fins i tot hom atribueix un valor merament disciplinar a la decisió de l'Església de no admetre les dones en aquesta ordenació.
Per tant, per tal d'allunyar tot dubte sobre una qüestió de gran importància, que afecta la mateixa constitució divina de l'Església, en virtut del meu ministeri de confirmar en la fe als germans (cf. Lluc 22:32) Jo declaro que l'Església no té cap manera la facultat de conferir l'ordenació sacerdotal a les dones, i que aquest dictamen ha de ser considerat com a definitiu per tots els fidels de l'Església..
 "Aquest ensenyament requereix l'aprovació definitiva, ja que, fonamentat en la Paraula escrita de Déu, i des del principi constantment conservat i aplicat en la Tradició de l'Església, s'ha establert infal·liblement pel Magisteri ordinari i universal (cf. Concili Vaticà II, Constitució dogmàtica sobre l'Església Lumen Gentium 25, 2). Així, en les circumstàncies actuals, el Romà Pontífex, en exercici del seu ofici propi de confirmar els germans (cf. Lc 22,32), ha transmès aquest mateix ensenyament mitjançant una declaració formal, i ha afirmat explícitament que es durà a terme sempre, a tot arreu i per tots, com pertanyent al dipòsit de la fe.|Congregació de la doctrina de la Fe en el seu Dubium Ad responsum el 28 d'octubre de 1995
.El Summe Pontífex Joan Pau II, en l'audiència concedida al sotasignat Cardenal Prefecte, ha aprovat aquesta resposta, adoptada en la reunió ordinària d'aquesta Congregació, i n'ha ordenat la publicació "

#### Església Ortodoxa
L'Església Ortodoxa ha seguit una línia similar de raonament a la de l'Església Catòlica Romana pel que fa a l'ordenació dels sacerdots, i no permet l'ordenació de dones
El 8 d'octubre del 2004, el Sant Sínode de l'Església Ortodoxa de Grècia va votar per permetre l'ordenació de dones diaconesses monàstiques, és a dir, dones diaconesses per administrar i ajudar en la litúrgia dins dels seus propis monestirs Hi ha una forta tradició monàstica, seguida per homes i dones, a les esglésies ortodoxes, on els monjos i les monges duen idèntiques vides espirituals. A diferència de la vida religiosa catòlica del ritu d'Occident, que compta amb innombrables tradicions, tant contemplatives com actives (vegeu monjos benedictins, frares franciscans, jesuïtes), l'Església Ortodoxa s'ha mantingut exclusivament asceta i monàstica.

#### Protestantisme
Una doctrina teològica clau per a l'Església Reformada i per a la majoria d'altres esglésies protestants és l'anomenat sacerdoci de tots els creients, una doctrina considerada per ells tan important que ha estat denominat per alguns com "una clara veritat de les Escriptures. "
| «                                                                  | Aquesta doctrina restaura la veritable dignitat i la integritat fidel a tots els creients, ja que ensenya que tots els creients són sacerdots, i que com a sacerdots,estan per servir Déu, —tant se val la vocació legítima que persegueixin. Per tant, no hi ha una vocació que sigui més "sagrada" que qualsevol altre. Perquè Crist és el Senyor de totes les àrees de la vida, i perquè La seva paraula s'aplica a tots els àmbits de la vida, en lloc de la seva Paraula no se suggereix ni remotament que el ministeri sigui "sagrat", mentre que totes les altres vocacions siguin 'seculars'. L'Escriptura no coneix distinció sagrat-secular. Tot en la vida és de Déu. Tot en la vida és sagrat. Tots els creients són sacerdots" | » |
| — David Hagopian. Trading Places: The Priesthood of All Believers. | |   |

La majoria de les denominacions protestants exigeixen pastors, ministres, diaques i ancians per ser formalment ordenats. Encara que el procés d'ordenació varia entre els valors nominals i l'ofici específic de l'església que tindrà lloc, cal un entrenament de preparació com el seminari o institut bíblic, l'elecció per la congregació o nomenament per una autoritat superior, i les expectatives d'un estil de vida que requereix un nivell més alt. Per exemple, la traducció de les Exhortacions de l'Epístola de Jaume diu: "Germans meus, no us poseu tots a fer de mestres. Tingueu per cert que nosaltres, els mestres, serem judicats amb més rigor".
Tradicionalment, aquestes funcions estaven reservades als homes, però en l'últim segle un nombre creixent de les denominacions protestants han començat a ordenar dones. L'Església d'Anglaterra nomenà dones lectores laiques durant la Primera Guerra Mundial. Més tard, l'Església Unida del Canadà el 1936 i l'estatunidenca Església Metodista Unida el 1956, també va començar a ordenar dones.

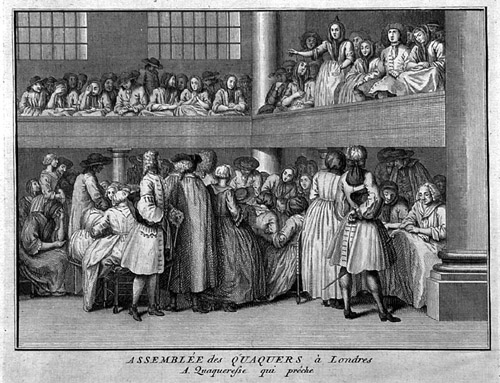
Una predicadora quàquera i la seva congregació.

Mentrestant, el ministeri de la dona ha estat part de la tradició Metodista a Gran Bretanya des de fa més de 200 anys. Al segle xviii a Anglaterra, John Wesley permeté que hi hagués dones dirigents i predicadores.
L'Exèrcit de Salvació ha permès l'ordenació de les dones des dels seus inicis, tot i que es tractava d'un tema molt disputat entre William i Catherine Booth. El quart, tretzè i dinovè generals de l'Exèrcit de Salvació eren dones.
Avui en dia, més de la meitat de totes les denominacions protestants americans ordenen dones, però alguns restringeixen les posicions oficials que una dona pot tenir. Per exemple, alguns ordenar dones per l'exèrcit o capellania hospitalària, però els prohibeixen servir en rols de la congregació. Més d'un terç de tots els estudiants del seminari (i en alguns seminaris gairebé la meitat) són dones
Les denominacions protestants que es neguen a ordenar dones sovint ho fan sobre la base de les escriptures del Nou Testament que ells interpreten com una prohibició a les dones de l'església per complir amb els rols que requereixen ordenació. Entre altres preceptes, se cita la Primera Epístola a Timoteu
| «          | No els permeto que es dediquin a ensenyar i així dominin els seus marits, sinó que han d'estar en silenci. | » |
| — 1Tm 2:12 | |   |

#### Església Anglicana

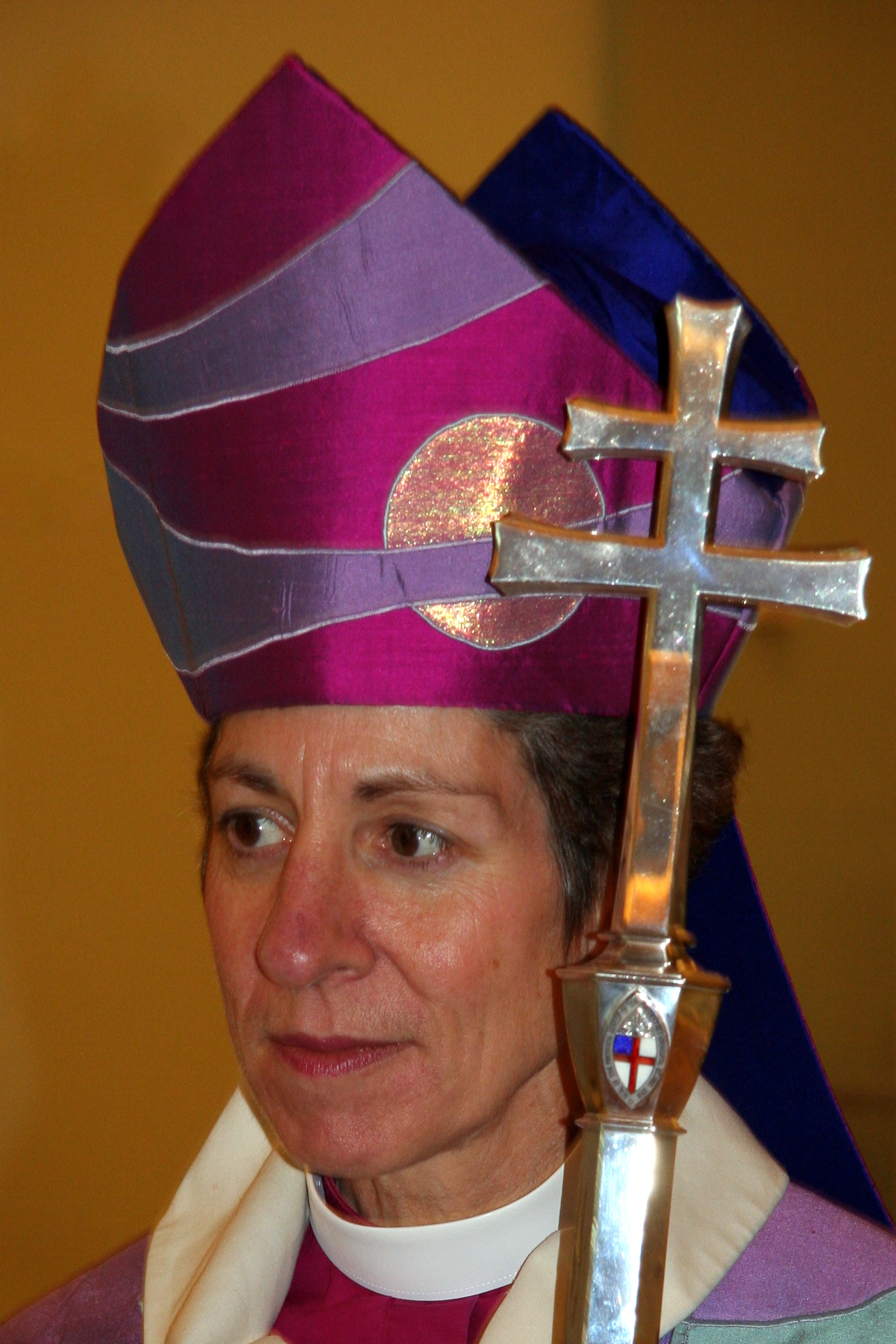
Katharine Jefferts Schori, primera dona elegida com a bisbe per l'Església Episcopal dels Estats Units, el 2006

El 1917, l'Església d'Anglaterra atorgà llicència a les dones com a lectors laics, anomenades Missatgeres del Bisbe, moltes de les quals estaven a càrrec d'esglésies, però no va anar tan lluny com per ordenar-les.
Dins de l'anglicanisme, la majoria de les províncies ordenen dones com a diaques i sacerdots
Les tres primeres dones sacerdots ordenats en la Comunió Anglicana ho foren a la Diòcesi Anglicana de Hong Kong i Macau: Li Tim-Oi el 1944 i Jane Hwang i Joyce Bennett el 1971.
Un cert nombre de províncies anglicanes també han ordenat dones com a bisbes. No obstant això, a partir del 2010, només quatre de les províncies ho han fet: l'Església Episcopal als Estats Units i les esglésies anglicanes d'Austràlia, Canadà i Nova Zelanda Cuba, una de les Esglésies anglicanes extra-provincials, també ho ha fet.
- L'any 1989, Barbara Harris va ser la primera dona ordenada com a bisbe en la Comunió Anglicana, de la Diòcesi Episcopal de Massachusetts.
- El 1990, Penny Jamieson va ser ordenada bisbe a Nova Zelanda per a la Diòcesi de Dunedin.
- El 1993, Victoria Matthews va ser elegida bisbe sufragani de la diòcesi de Toronto, Canadà, el 19 de novembre, consagrada el febrer del 1994[132]
- El 2007, Nerva Cot Aguilera va ser ordenada bisbe en l'Església Episcopal de Cuba.
- El 2008, Kay Goldsworthy va ser ordenada com a bisbe auxiliar de la Diòcesi de Perth.[133]
- L'any 2012, Ellinah Wamukoya va ser triada bisbe de la Diòcesi de Swazilàndia a l'Església Anglicana de Sud-àfrica[134]

L'Església d'Irlanda ha permès l'ordenació de dones com a bisbes des de 1990, però cap d'elles ho ha aconseguit encara. L'Església Episcopal Escocesa també permet l'ordenació de dones com a bisbes des de 2003, però cap ha estat encara ordenada sacerdot
A Anglaterra, el tema de l'ordenació de dones com a bisbes és polèmic i objecte de debat a partir del 2010. La qüestió va ser rebutjada el 2008 per l'Església de Gal·les.
El 18 de juny de 2006, l'Església Episcopal als Estats Units va ser la primera província anglicana nomenar a una dona, Katharine Jefferts Schori, ja que el seu Primat (la posició més alta possible en una província anglicana), anomenà el "Bisbe President "als Estats Units.
Amb l'ordenació, el 16 d'octubre de 2010, de Margaret Lee, a la Diòcesi de Peoria amb seu a Quincy, Illinois, les dones han estat ordenats com a sacerdots en les 110 diòcesis de l'Església Episcopal als Estats Units.

#### Testimonis de Jehovà
Els Testimonis de Jehovà consideren que el baptisme públic qualificat representa per al que es bateja l'ordenació sacerdotal després del qual ell o ella és immediatament considerat un ministre ordenat. El 1941, La Cort Suprema de Vermont va reconèixer la validesa de l'ordenació d'una dona ministre Testimoni de Jehovà. La majoria dels testimonis que de manera activa fan la predicació porta en porta són dones. Les dones són comunament designades com a ministres a temps complet, sia per evangelitzar com a pioneres, com a missioneres, o per servir en l'estructura de les seves delegacions.
No obstant això, els diaques i servents ministerials han de ser de sexe masculí, i només un home adult batejat pot realitzar el baptisme d'un testimoni de Jehovà, el seu funeral o casament. Dins de la congregació, un ministre Testimoni dona només pot dirigir l'oració i l'ensenyament quan hi ha una necessitat especial, i ho han de fer amb el cap cobert.

#### Catolicisme liberal
De totes les esglésies del moviment catòlic liberal, només l'església original, l'Església Catòlica Liberal sota el bisbe Graham Wale, no ordena les dones. La posició mantinguda per l'Església Catòlica Liberal és que l'Església, fins i tot si volgués ordenar les dones, no té l'autoritat per fer-ho i que no és possible que una dona pugui ser ordenada encara que ella passi per la cerimònia. El raonament darrere d'això és que el cos femení no és efectiu per canalitzar les energies masculines de Crist i, per tant, no pot dictar els Sagraments. Ja que Crist és el veritable ministre dels sagraments, el sacerdot ha de ser capaç de canalitzar les energies de Crist a confeccionar vàlidament el sagrament. El Segon Bisbe President Leadbeater va confirmar que les dones no poden ser ordenades en discutir els ordes sagrates en el seu llibre Science of the Sacraments, i va assenyalar que Crist no va deixar cap indicació que digui les dones poden ser sacerdots i que només Crist pot canviar aquesta configuració.

#### Sants dels Últims Dies
L'Església de Jesucrist dels Sants dels Últims Dies no ordena dones. No obstant això, alguns (sobretot D. Michael Quinn i Margaret Toscano) sostenen que l'església va ordenar dones en el passat i que per tant l'església en l'actualitat té la potestat d'ordenar dones i podria fer-ho.
La Comunitat de Crist va adoptar la pràctica de l'ordenació de les dones el 1984 la qual cosa va donar lloc a un cisma entre la Comunitat de Crist i el recentment format moviment Restoration Branches.

#### Adventistes del Setè Dia
La posició oficial de l'Església Adventista del Setè Dia és contrària a l'ordenació de dones En dues ocasions ha estat rebujtada una sol·licitud per a l'ordenació de dones com a pastors per l'església, a nivell mundial, en les sessions de l'Associació General (1990, 1995). Els defensors de l'ordenació afirmen que la profetessa d'aquesta església Ellen White va ser ordenada i va recolzar l'ordenació de les dones, si bé ella admet que mai no va ser ordenada El 22 de març de 2012, l'Associació del Sud-est de Califòrnia va esdevenir la quarta divisió administrativa de l'església en permetre l'ordenació de pastors dones sense restriccions. Aquesta mesura es va prendre tot i la petició del màxim òrgan de govern, l'Associació General, per no anar en contra de la política oficial de l'església. No obstant el que disposa aquesta posició de l'Associació General, el 29 de juliol de 2012, l'Associació de la Unió de Colúmbia d'Adventistes del Setè Dia va aprovar una moció per "autoritzar l'ordenació sense distinció de gènere". La Unió del Pacífic va fer el mateix durant la celebració d'una reunió constituent el 19 d'agost del 2012, per ordenar les dones sense distinció de sexe. Aquesta reunió va ser dissenyada per canviar els estatuts de la Unió del Pacífic per permetre la unió d'estar fora de sintonia amb la normativa de l'Associació General i aprovar l'ordenació de les dones. Malgrat que s'aprovés l'ordenació de la dona, no es podia passar per damunt dels estatuts de les Unions del Pacífic que estableixen: "Totes les polítiques, objectius i procediments d'aquesta Unió estaran en harmonia amb les polítiques i procediments de treball de la Divisió d'Amèrica del Nord i l'Associació General dels Adventistes del Setè Dia

### El Papa com a cap de l'església
La supremacia del Papa, l'ús de l'expressió Sant Pare per referir-se al papa, i la seva infal·libilitat han estat objecte de crítiques d'altres denominacions cristianes.
En la teologia catòlica, la infal·libilitat papal és el dogma segons el qual el papa està preservat de cometre un error quan ell promulga o declara, a l'Església, una ensenyament dogmàtic en temes de fe i moral sota el rang de «solemne definició pontifícia» o declaració ex cathedra, que es va definir dogmàticament al Concili Vaticà I de 1870. En la teologia catòlica, la infal·libilitat papal va ser un dels canals de la infal·libilitat de l'Església. L'Església afirma que la infal·libilitat papal en limitades qüestions teològiques no vol dir que el Papa sigui un especialment exempt de responsabilitat al pecat. Els crítics afirmen que aquesta afirmació és contradictòria en si mateixa.
Els que donen suport a l'Església creuen que només l'Església pot interpretar les Escriptures en la Bíblia; el Papa pot ser l'àrbitre final si hi ha diferències. Però això planteja dubtes, d'acord amb la Segona Epístola de Pere,
| «             | Però heu de saber, abans de tot, que no hi ha cap profecia de l'Escriptura que cadascú pugui interpretar com li sembli. En efecte, no hi ha hagut mai cap profecia que vingués d'un voler humà; més aviat alguns homes, enduts per l'Esperit Sant, han parlat de part de Déu. | » |
| — 2Pe 1:21-22 | |   |

Les Antigues Esglésies Catòliques, organitzades en la Unió d'Utrecht, es resistiren al dogma de la infal·libilitat papal del Concili Vaticà I.

### Celibat clerical
El celibat sacerdotal obligatori va aparèixer per primera vegada al Concili d'Elvira en 306-306. Això va ser reforçat pel papa a la Directa decretal l'any 385, segons la qual es deriva dels Apòstols. El celibat obligatori fou escrit en la llei per a tot el clergat el 1139, com a resultat del Segon Concili del Laterà. El requisit de l'Església Catòlica d'un vot de celibat per als sacerdots de ritu llatí (alhora que permet excepcions individuals molt limitades) és criticat per diferents tradicions cristianes que han sorgit de la Reforma Protestant, que no aplica limitacions, i fins i tot per de la pràctica de l'antiga Església Ortodoxa Oriental i Esglésies Catòliques Orientals Tot i que l'exigència de celibat per als bisbes i hieromonjos exclou el matrimoni després de l'ordenació dels sacerdots, les darreres esglésies permeten als homes casats que siguin ordenats al sacerdoci i al diaconat. El ritu llatí també permet als homes casats d'ésser ordenats com a diaques.
El juliol de 2006, el bisbe Emmanuel Milingo va crear l'organització Sacerdots Casats Ara! En resposta la consagració de bisbes, per Milingo, el novembre del 2006, el Vaticà va declarar: "El valor de l'elecció del celibat sacerdotal ... ha estat reafirmat"
Els apologistes protestants al·leguen, a més, que el celibat clerical viola l'ensenyament bíblic a la Primera Epístola a Timoteu:
| «            | L'Esperit diu clarament que, en els darrers temps, alguns s'apartaran de la fe i faran cas d'esperits seductors i doctrines diabòliques. Aquests actuaran amb la hipocresia dels mentiders, amb la pròpia consciència marcada per la infàmia: prohibiran de contraure matrimoni i de menjar certs aliments, que Déu ha creat perquè els fidels, els qui han conegut la veritat, en mengin tot donant-li gràcies. Tot el que Déu ha creat és bo, i no s'ha de rebutjar res si es menja donant-ne gràcies | » |
| — 1 Tm 1:1-4 | |   |

No obstant això, la tradició de l'Església, fa remuntar els orígens del celibat fins a Jesús, que va animar els seus deixebles a ser cèlibes si estaven en condicions de fer-ho,
| «          | Hi ha qui no pot casar-se perquè ha sortit així de les entranyes de la mare; a d'altres, els homes els n'han fet incapaços; però n'hi ha que renuncien a casar-se per causa del Regne del cel. Qui ho pugui comprendre, que ho comprengui. | » |
| — Mt 19:12 | |   |

i en Pau de Tars, que va escriure sobre els avantatges que el celibat permet a un home al servei del Senyor. Així, des de començaments de l'Església, el celibat clerical és "en gran estima" i es considera una espècie de matrimoni espiritual amb Crist, un concepte popularitzat pel teòleg cristià primitiu Orígenes. Al voltant del 300, el Concili d'Elvira cridà al celibat clerical. Aquest celibat clerical va començar a ser executat en decretals, començant pel Papa Sirici (m. 399). En 1074, el celibat obligatori del clergat va esdevenir llei canònica com a part dels esforços del Papa Gregori VII per eliminar diverses formes de corrupció a l'església medieval.
Martí Luter va respondre en la seva obra "Sobre els vots monàstics":
| « | "Si obeeixes l'evangeli, hauries de considerar el celibat com una qüestió de lliure elecció … Ells [Jesús i Pau] glorificaren la fe sols. Elogien el celibat no perquè els castos siguin més perfectes que altres sinó perquè són castos, i no perquè siguin luxuriosos contraris al manament, sinó perquè estan lliures de les preocupacions i tribulacions de la carn que Pau atribueix al matrimoni (1 Co 7:32), i podran dedicar-se, lliurement i sense obstacles, dia i nit, a la paraula i la fe." | » |

Els luterans confessionals critiquen la tradició del celibat forçós:
| « | "A 1 Co 1:8-9 Pau discuteix la qüestió de la vida cèlibe contra el matrimoni "Als qui no són casats i a les viudes, els dic que és millor de viure com jo visc. Però si no poden guardar continència, que es casin, perquè val més casar-se que cremar-se."... La Bíblia diu que prohibir el matrimoni i que la gent s'abstingui de menjar certs aliments són doctrines de dimonis (1 Tm 4:1-4)." | » |

En general, el protestantisme afirma que el celibat no és un requisit bíblic per al ministeri.

## Cristianisme i secularització a Occident
La secularització és la separació entre l'Església i l'Estat. Es dona a la majoria dels països occidentals. Tanmateix, el concepte de secularització és equívoc. En un sentit ampli s'entén com el procés que experimenten les societats a partir del moment que la religió i les seves institucions perden influència sobre elles. No obstant això, al llarg de la història el concepte ha significat diferents coses a Occident.
La paraula ‘secularització’ prové del llatí saeculum, que significa «segle». Per aquest motiu, ‘secular’ es refereix a tot allò que forma part del segle, és a dir, del món per oposició a l'espiritual o diví. També deriva de saeculum la paraula ‘seglar’, aquell membre de l'Església que no és clergue.
Si bé en l'antiguitat l'Església (sobretot l'Església Catòlica) havia considerat que tenia un poder absolut sobre tots els prínceps del món fonamentat, entre d'altres, en la famosa frase de Jesús a Pere
| «          | I jo et dic que tu ets Pere, i sobre aquesta pedra edificaré la meva Església, i les forces del reialme de la mort no la podran dominar. | » |
| — Mt 16:18 | |   |

en l'actualitat, el pensament és ben diferent, i el mateix Benet XVI, poc abans de ser triat com a Papa, va declarar
que la fe cristiana «va desterrar la idea de la teocràcia política» i «va promoure la laïcitat de l'Estat»
En aquesta línia de "separació entre Església i Estat" també se sol citar el precepte bíblic on Jesús al·ludeix a la qüestió de si cal pagar impostos
| «             | Aleshores els fariseus van planejar la manera de sorprendre Jesús en alguna paraula comprometedora. I van enviar els seus deixebles i els partidaris d'Herodes a dir-li: -Mestre, sabem que dius la veritat i que ensenyes de debò el camí de Déu, sense deixar-te influir per ningú, ja que no fas distinció de persones. Digues-nos què et sembla: ¿És permès o no de pagar tribut al Cèsar? Jesús es va adonar de la seva malícia i els digué: Per què em poseu a prova, hipòcrites? Ensenyeu-me la moneda del tribut. Ells li portaren un denari. Jesús els preguntà: -De qui són aquesta cara i aquesta inscripció? Li responen: -Del Cèsar. Jesús els diu: -Doncs doneu al Cèsar el que és del Cèsar, i a Déu el que és de Déu. | » |
| — Mt 22:15-21 | |   |

o a l'Evangeli de Joan
| «          | Jesús contestà: -La meva reialesa no és d'aquest món. Si fos d'aquest món, els meus homes haurien lluitat perquè jo no fos entregat als jueus. Però la meva reialesa no és d'aquí. | » |
| — Jn 18:36 | |   |

Max Weber afirma que el desenvolupament de la societat europea occidental moderna és un «procés de secularització». La categoria de secularització és comprensible si es relaciona amb la seva cèlebre tesi de l'ètica protestant calvinista com a base de l'esperit del capitalisme i com a element fonamental de la fesomia cultural del racionalisme occidental, marcat per la creixent racionalització del domini sobre el món.
Per als creients la secularització pot ser un desafiament intel·lectual i pastoral, així com un procés propi de la modernitat, però no una imposició de restringir les seves manifestacions com a persona que creu. Per als cristians, per exemple, s'entén que des del punt de vista de la fe l'Església esperi estar secularitzada, ja que la seva missió evangelitzadora pròpia preveu l'encarnació de la pràctica religiosa en la vida diària.